# Hornklee
Hornklee (Lotus) ist eine Pflanzengattung in der Unterfamilie der Schmetterlingsblütler (Faboideae) innerhalb der Familie der Hülsenfrüchtler (Fabaceae).

## Beschreibung

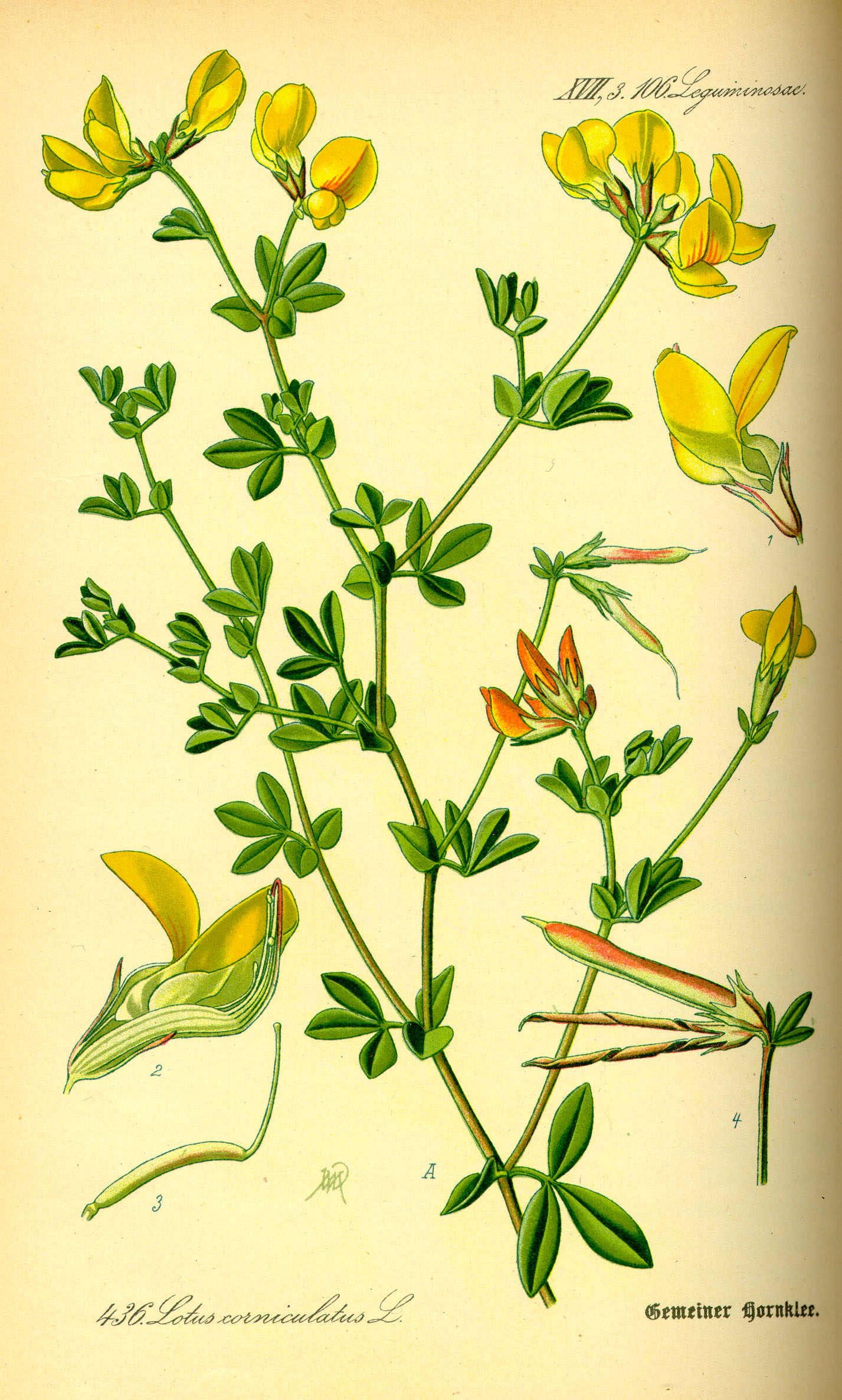
Illustration des Gewöhnlichen Hornklee (Lotus corniculatus)

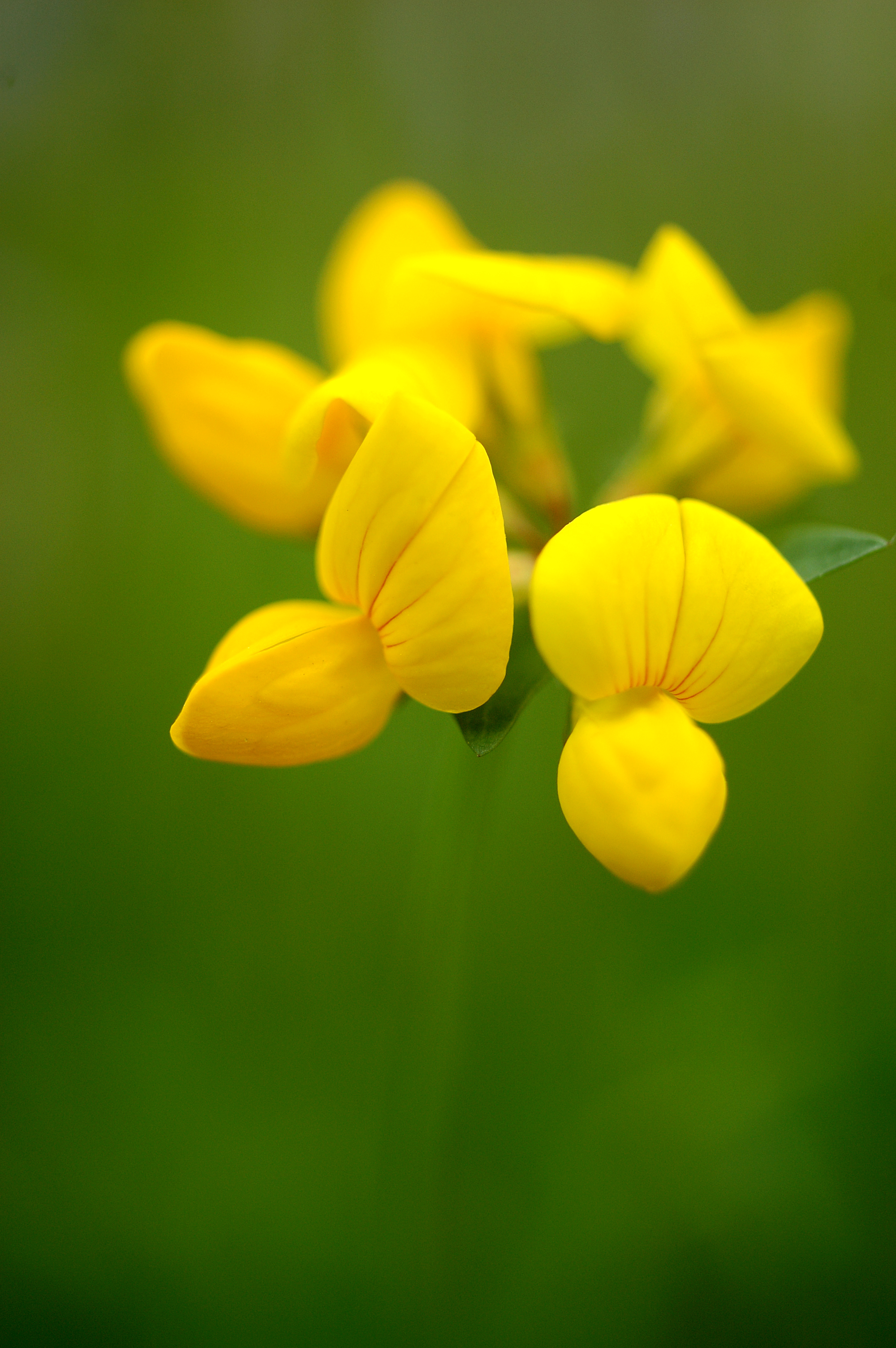
Blütenstand mit zygomorphen Blüten des Gewöhnlichen Hornklee (Lotus corniculatus)

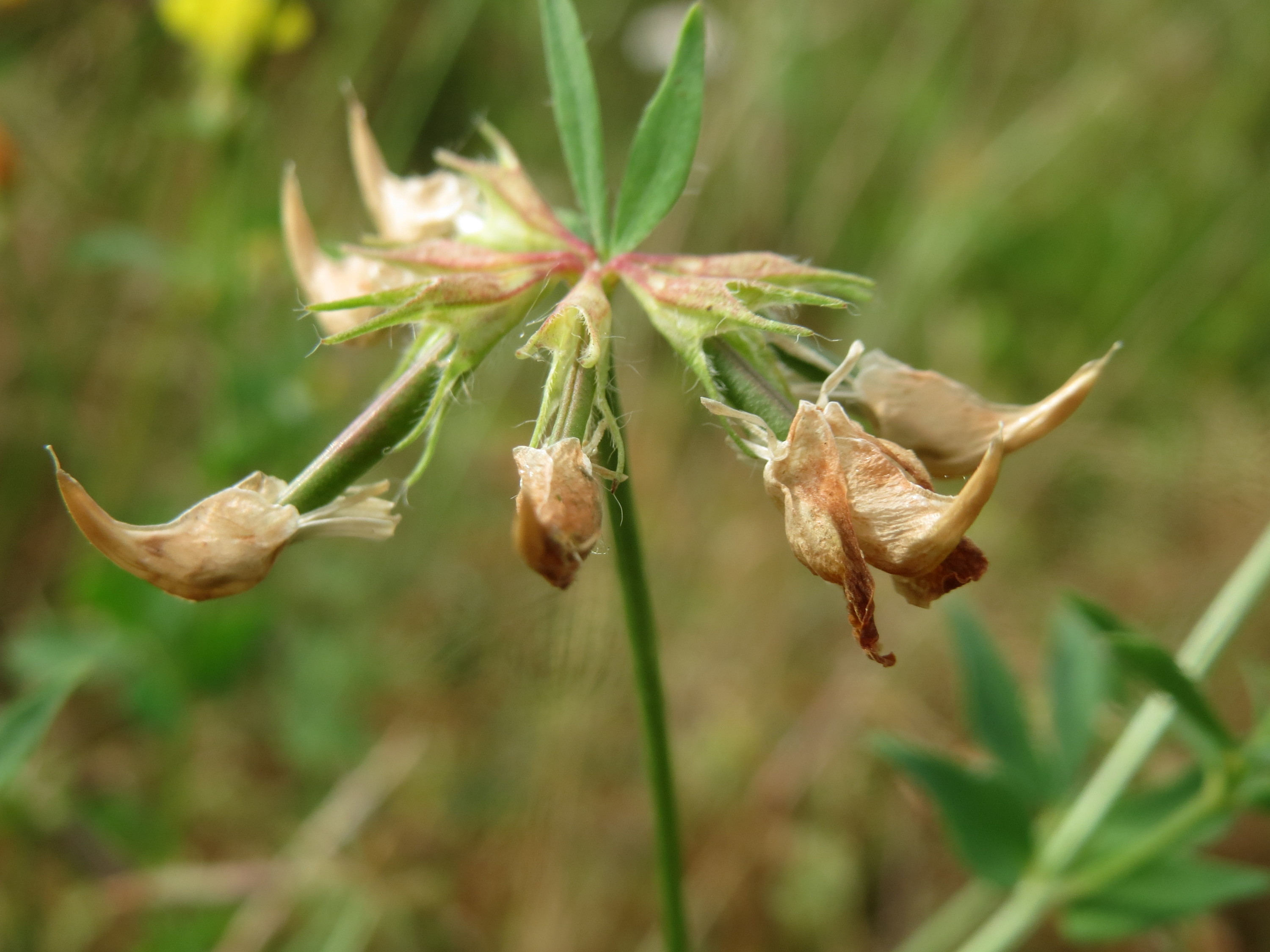
Beim Gewöhnlichen Hornklee (Lotus corniculatus) sind die Hülsenfrüchte gekrümmt, dies gab der Gattung ihren Trivialnamen

### Vegetative Merkmale
Hornklee-Arten sind einjährige oder meist ausdauernde krautige Pflanzen, seltener Halbsträucher bis selten Sträucher.
Die wechselständig angeordneten Laubblätter sind meist sitzend oder kurz gestielt. Bei den gefiederte Blattspreiten sind je nach Art drei bis neun Fiederblättchen vorhanden. Bei den meisten Arten sind drei Blättchen und zwei relativ große, nebenblattartige Blättchen an der Basis der Blattrhachis vorhanden, so dass der Eindruck von nur „drei Blättchen“ entsteht. Die Blättchen sind sitzend oder sehr kurz gestielt. Die Nebenblätter sind zu kleinen dunklen Drüsen reduziert oder fehlen.

### Generative Merkmale
Am oberen Ende des Stängels steht über einem meist relativ großen, laubblattähnlichen Tragblatt (oder ein Laubblatt bzw. mehrere Tragblätter), mit meist ein bis drei oder selten bis zu fünf Blättchen, auf einem Blütenstandsschaft ein doldiger Blütenstand, der ein bis zehn oder viele Blüten enthält. Am Blütenstandsschaft sind auffällige, sterile Blätter vorhanden. Meist fehlen Deckblätter oder sind selten zu Drüsen reduziert.
Die zwittrigen Blüten sind zygomorph und fünfzählig mit doppelter Blütenhülle. Die fünf Kelchblätter sind zu einem glocken- oder trompetenförmigen Kelch verwachsen, der manchmal zweilippig ist. Die fünf Kelchzähne sind fast gleich oder die oberen länger, manchmal sind sie zu zwei Kelchlippen verwachsen. Die Blütenkrone besitzen die typische Form der Schmetterlingsblüte. Die meisten Arten besitzen gelbe, beim Herbarmaterial sich grün verfärbende, seltener rosafarbene, violette, braune oder weiße Kronblätter, oft mit rötlicher Fahne. Das einzelne Fruchtblatt enthält viele bis einige Samenanlagen. Die 10 Staubblätter sind diadelpisch, eines ist frei, die 9 verwachsenen sind oft ungleich lang, länger oder kürzer. Der Griffel ist einfach oder es ist ein kleines zahnähnliches Anhängsel vorhanden und endet in einer einfachen Narbe.
Die mehrsamigen Hülsenfrüchte sind länglich bis eiförmig, manchmal geflügelt, zylindrisch oder kantig bis abgeflacht, gerade bis hornförmig gekrümmt, letzteres führte zum Trivialnamen der Gattung Hornklee. Bei den meisten Arten öffnen sich die Hülsenfrüchte längsseitig. Die fast kugeligen oder linsenförmigen Samen sind glatt oder selten warzig.

## Ökologie
Manche Hornklee-Arten stellen die Nahrung von Raupen einiger Schmetterlinge wie dem Senfweißling und Ikarus-Bläuling dar.

## Systematik

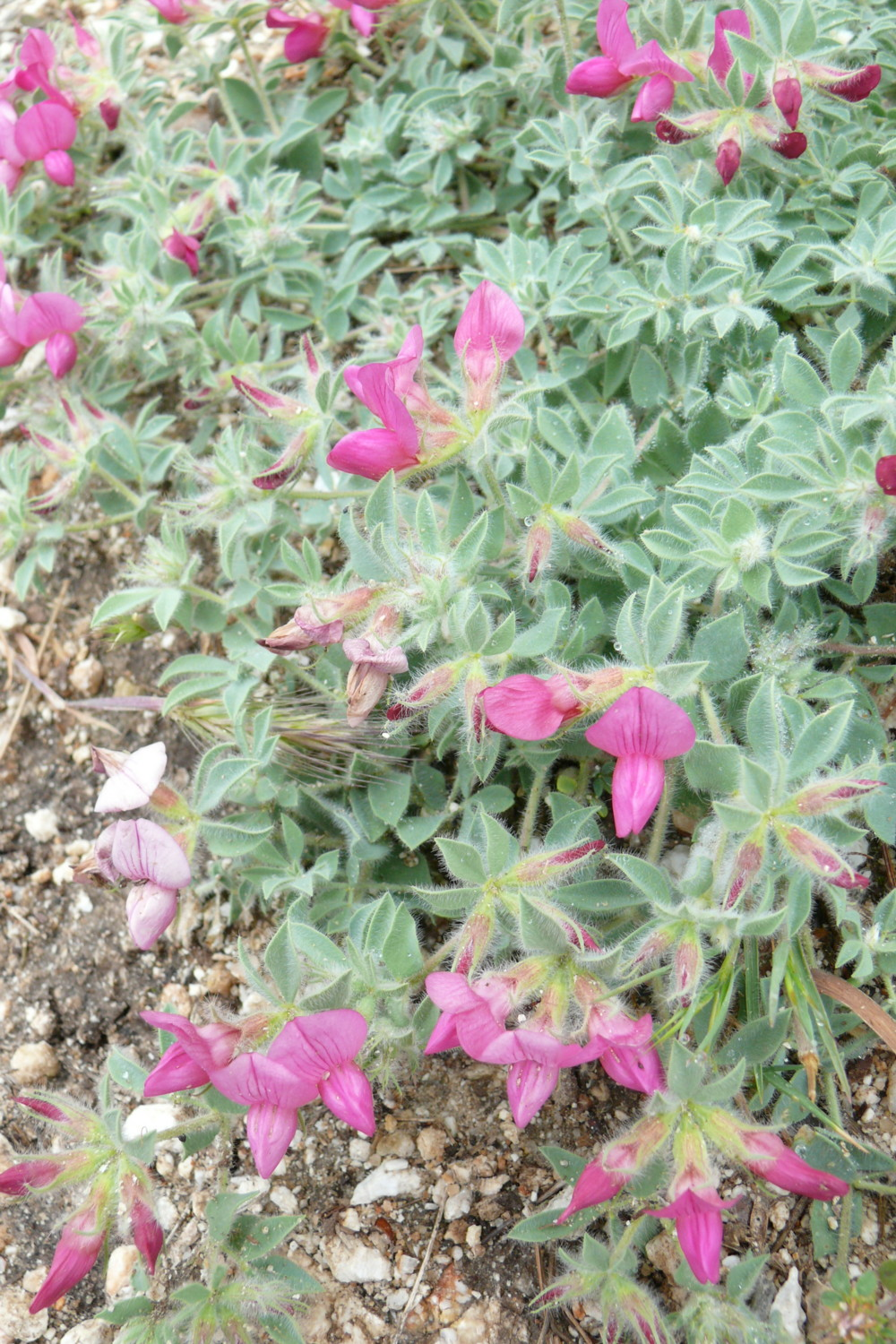
Lotus aduncus

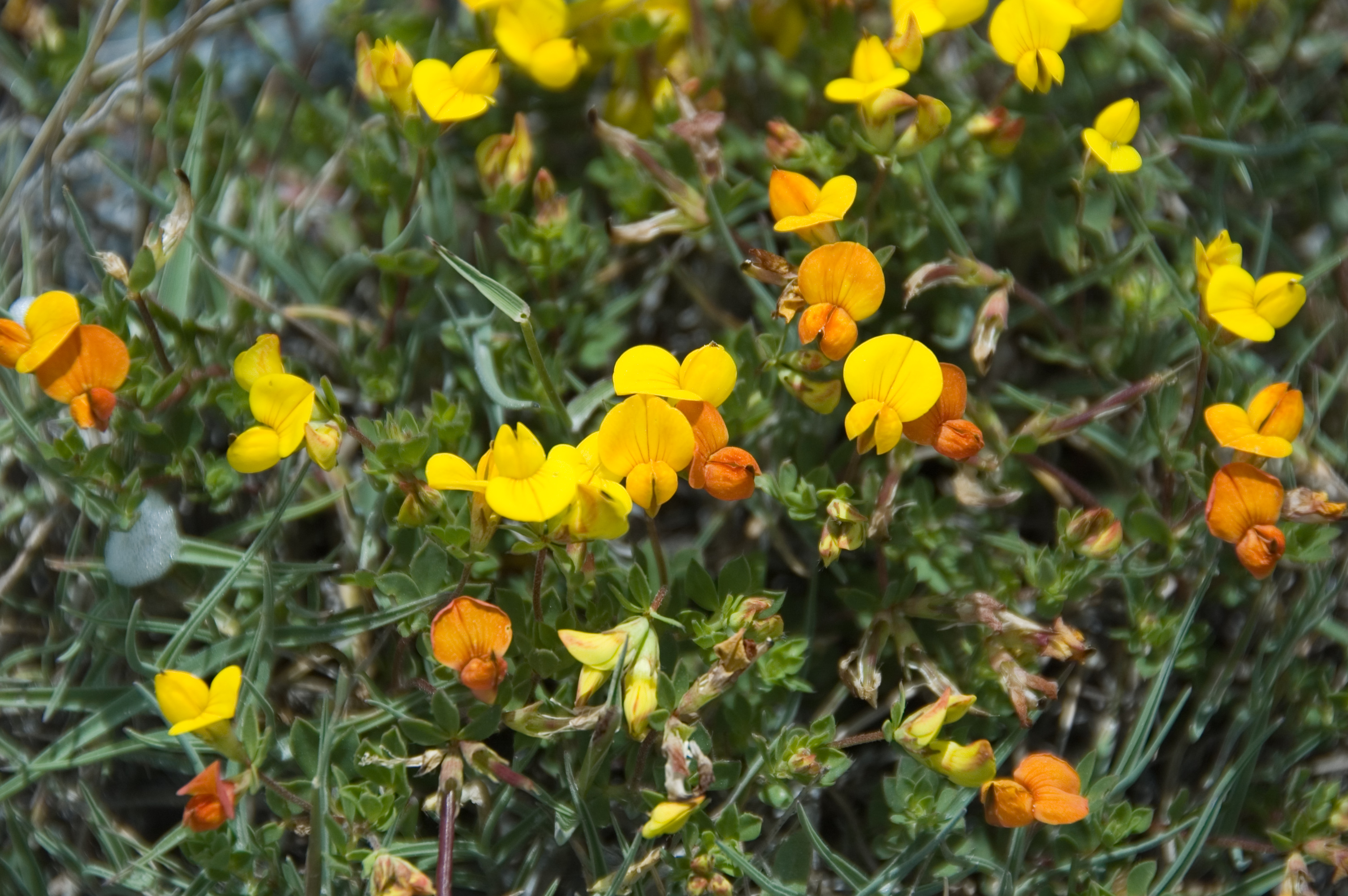
Alpen-Hornklee (Lotus alpinus)

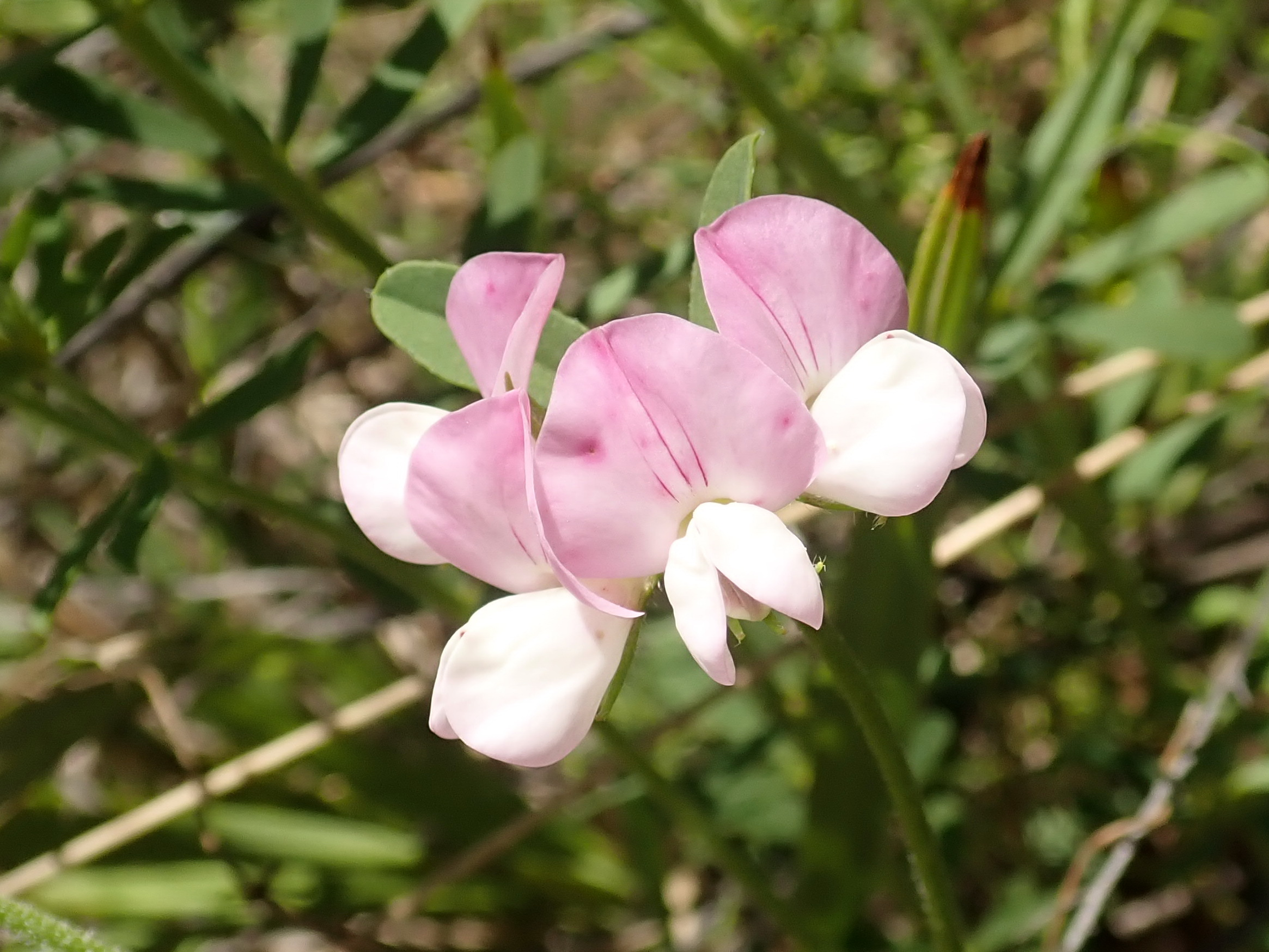
Blütenstand von Lotus australis

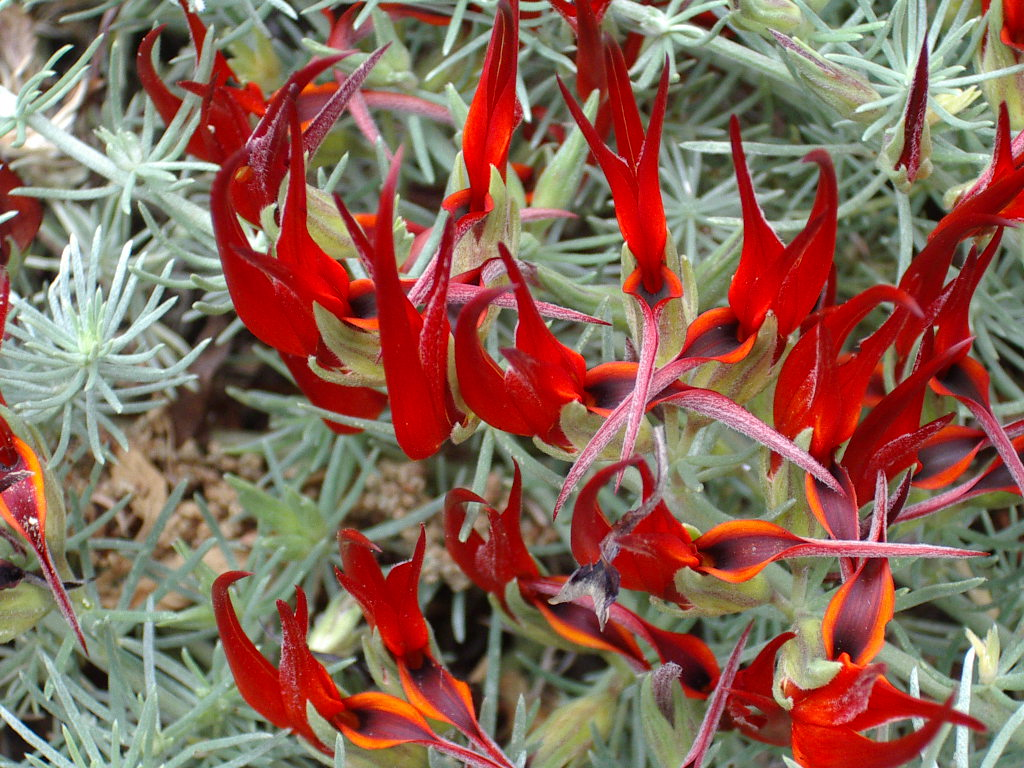
Kanarischer Hornklee (Lotus berthelotii)

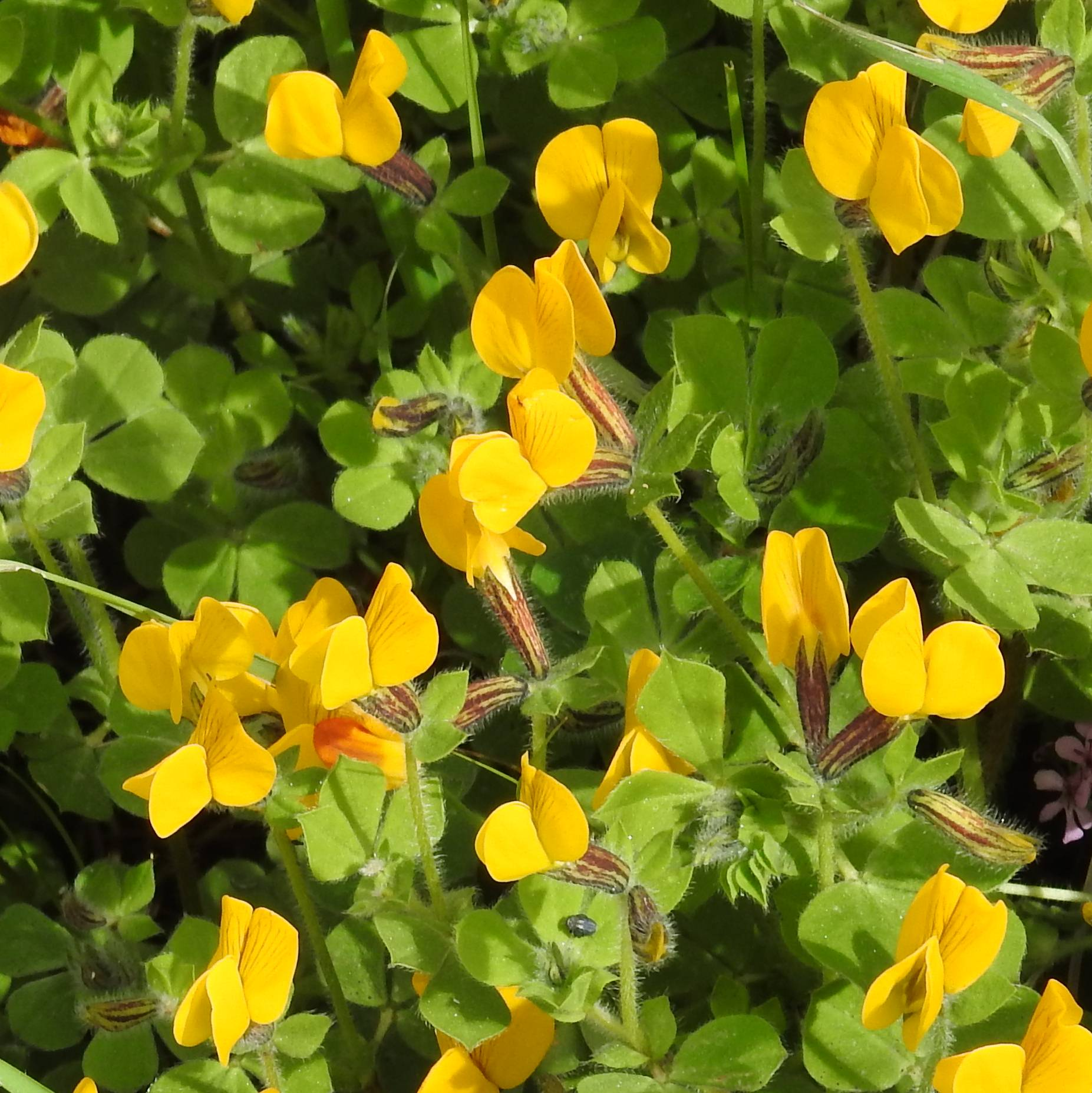
Zweiblütige Spargelbohne (Lotus biflorus)

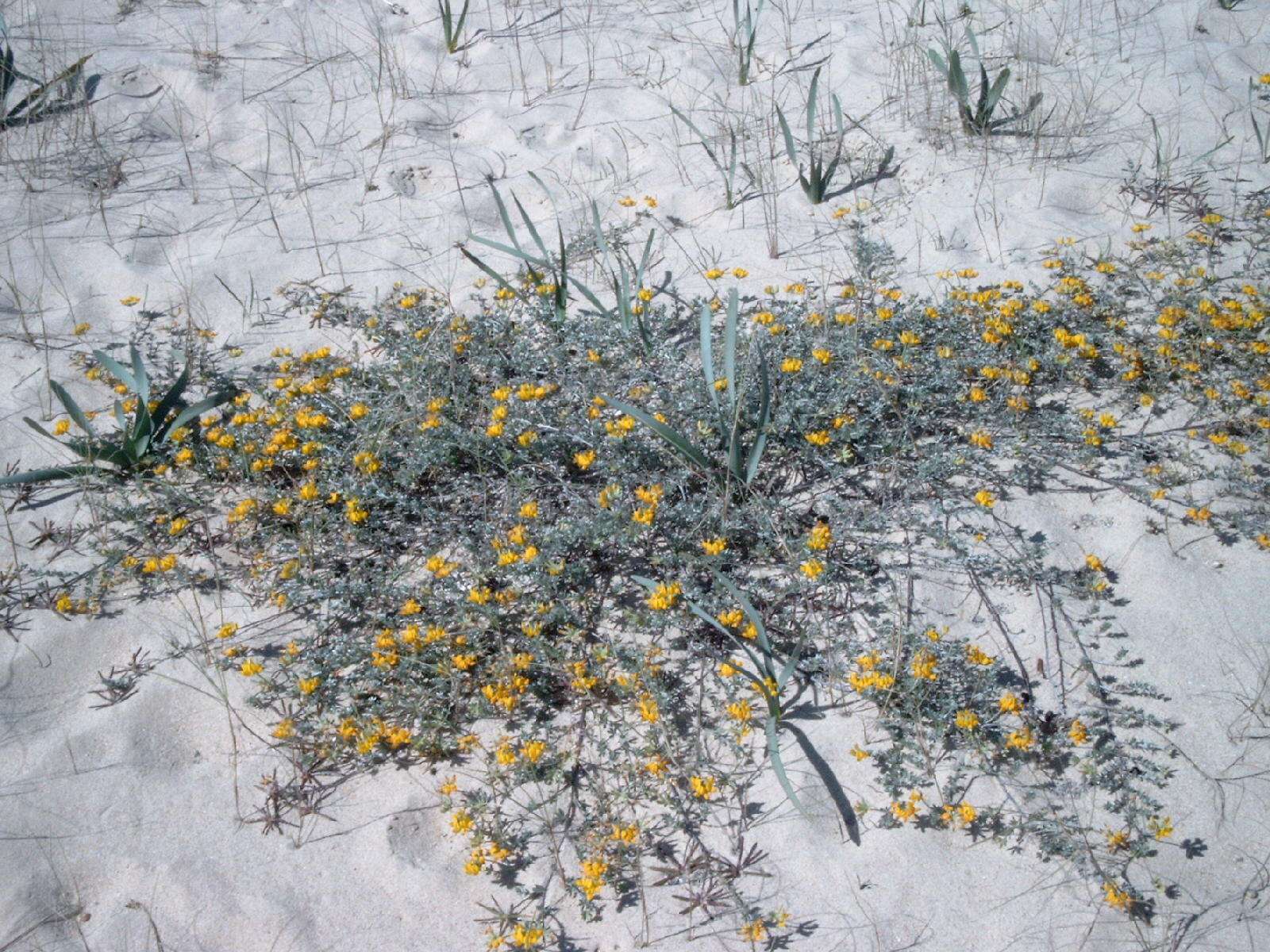
Kreta-Hornklee (Lotus creticus)

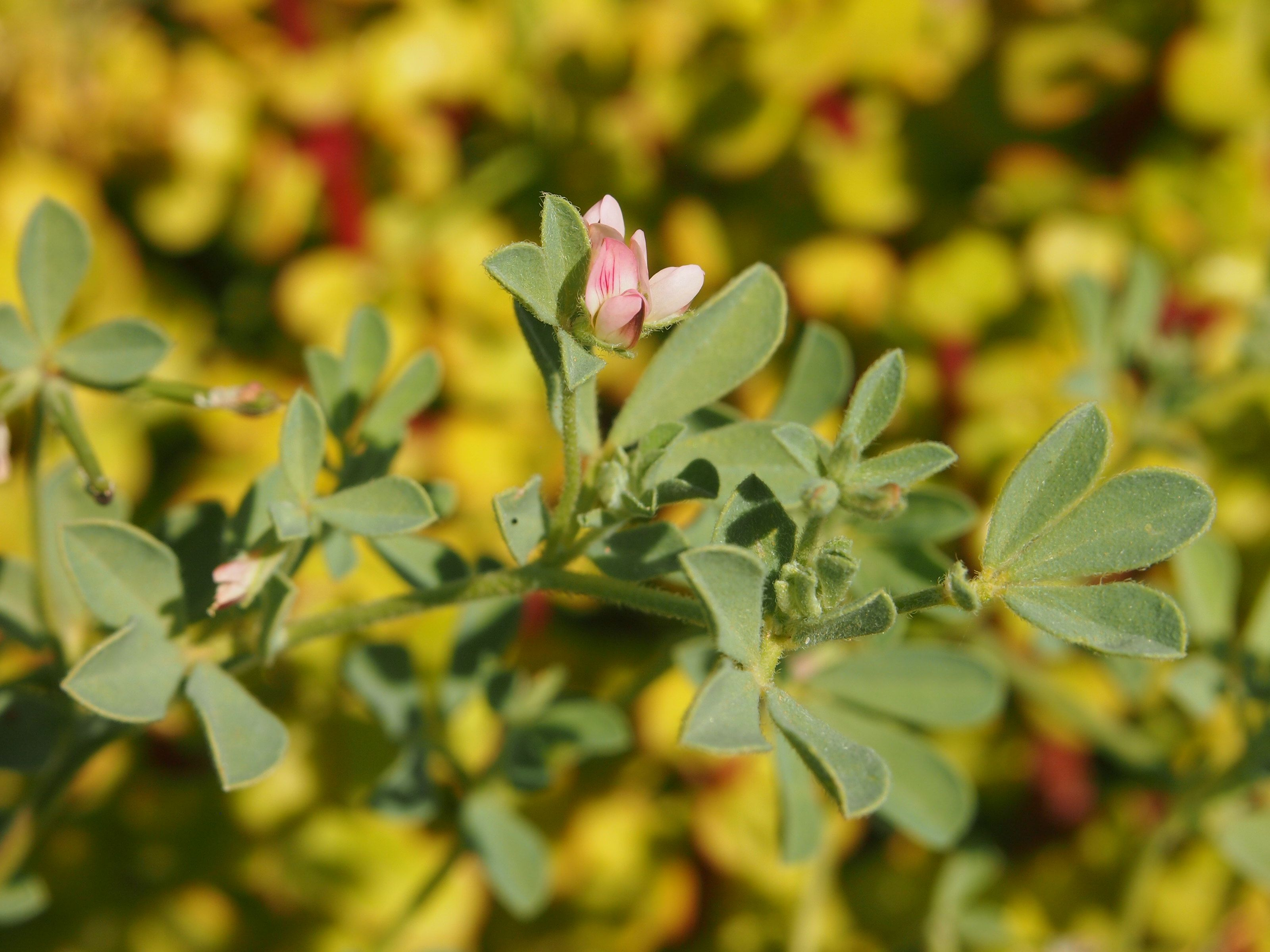
Lotus cruentus

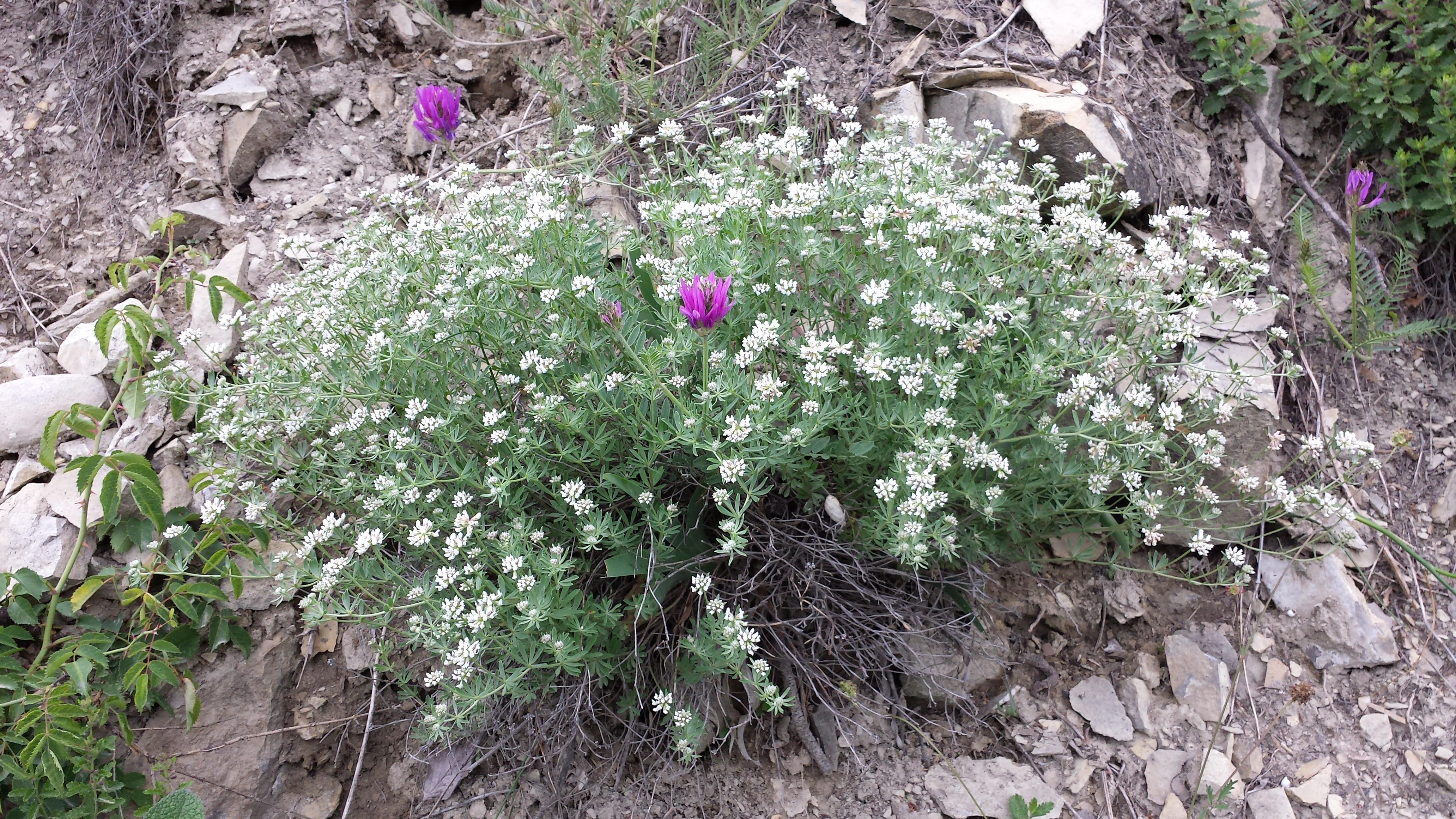
Seiden-Backenklee (Lotus germanicus)

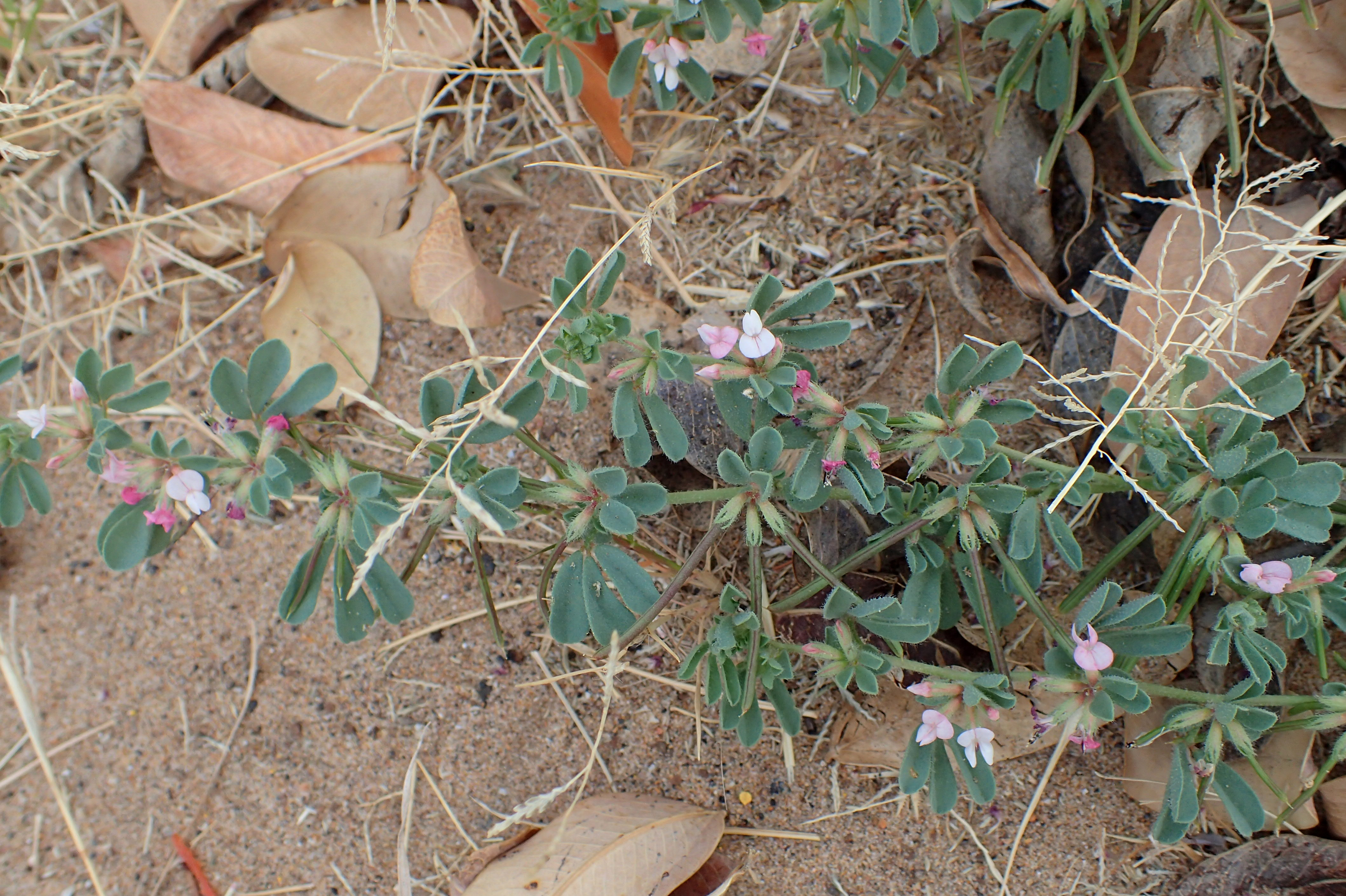
Rosa-Hornklee (Lotus glinoides)

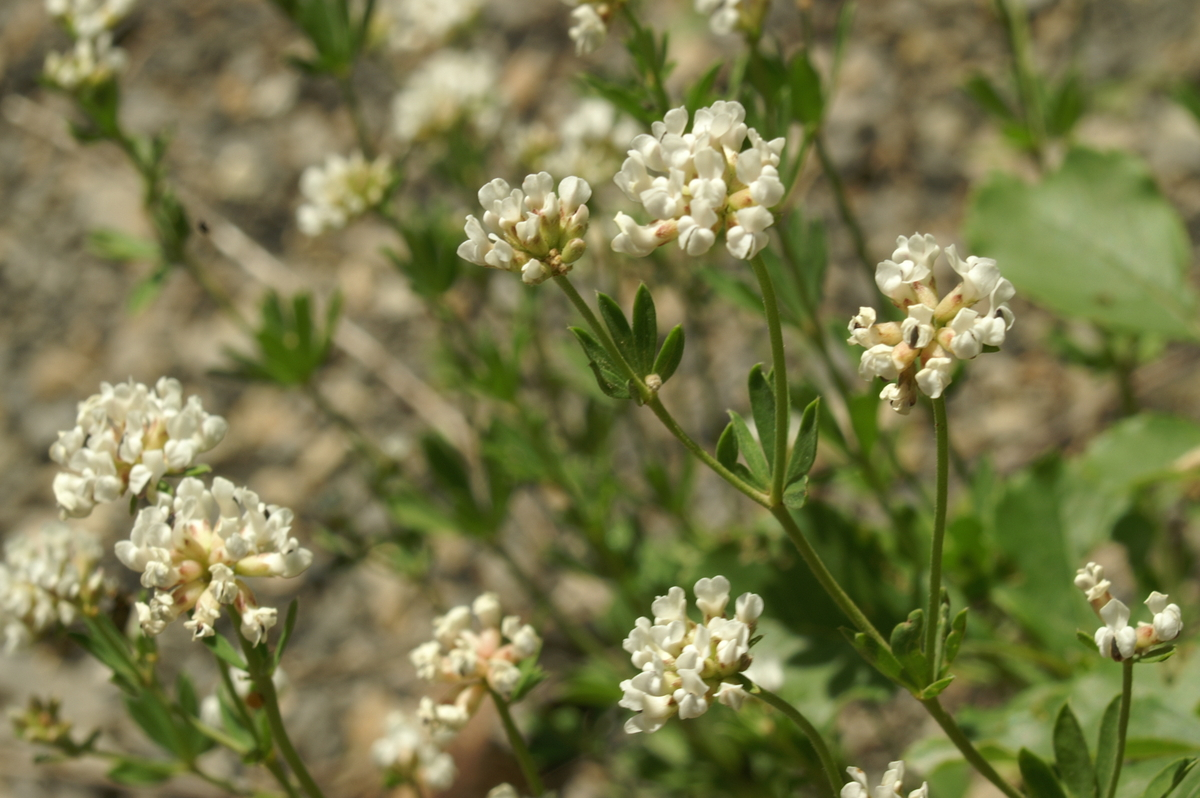
Krautiger Backenklee (Lotus herbaceus)

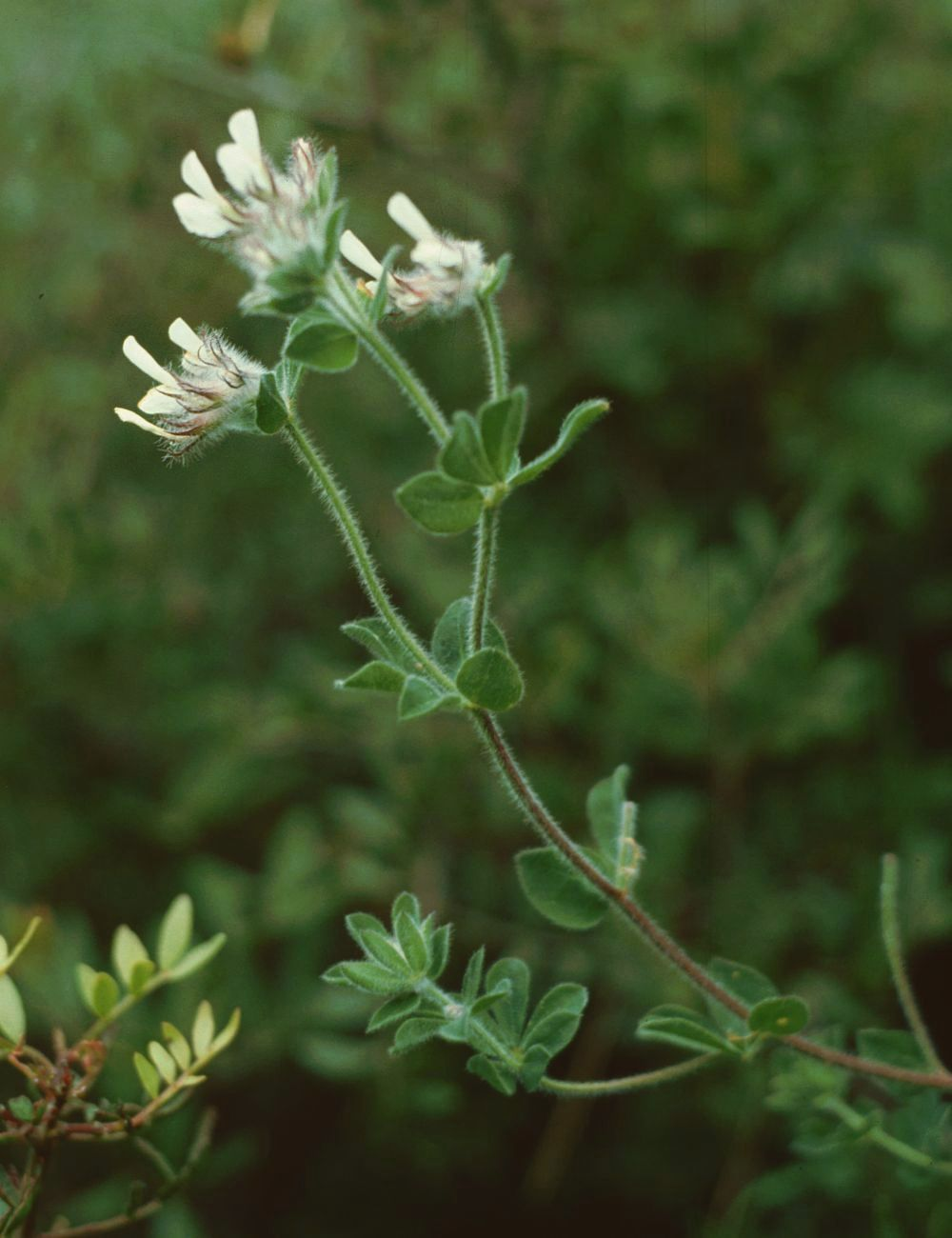
Rauhaariger Backenklee (Lotus hirsutus)

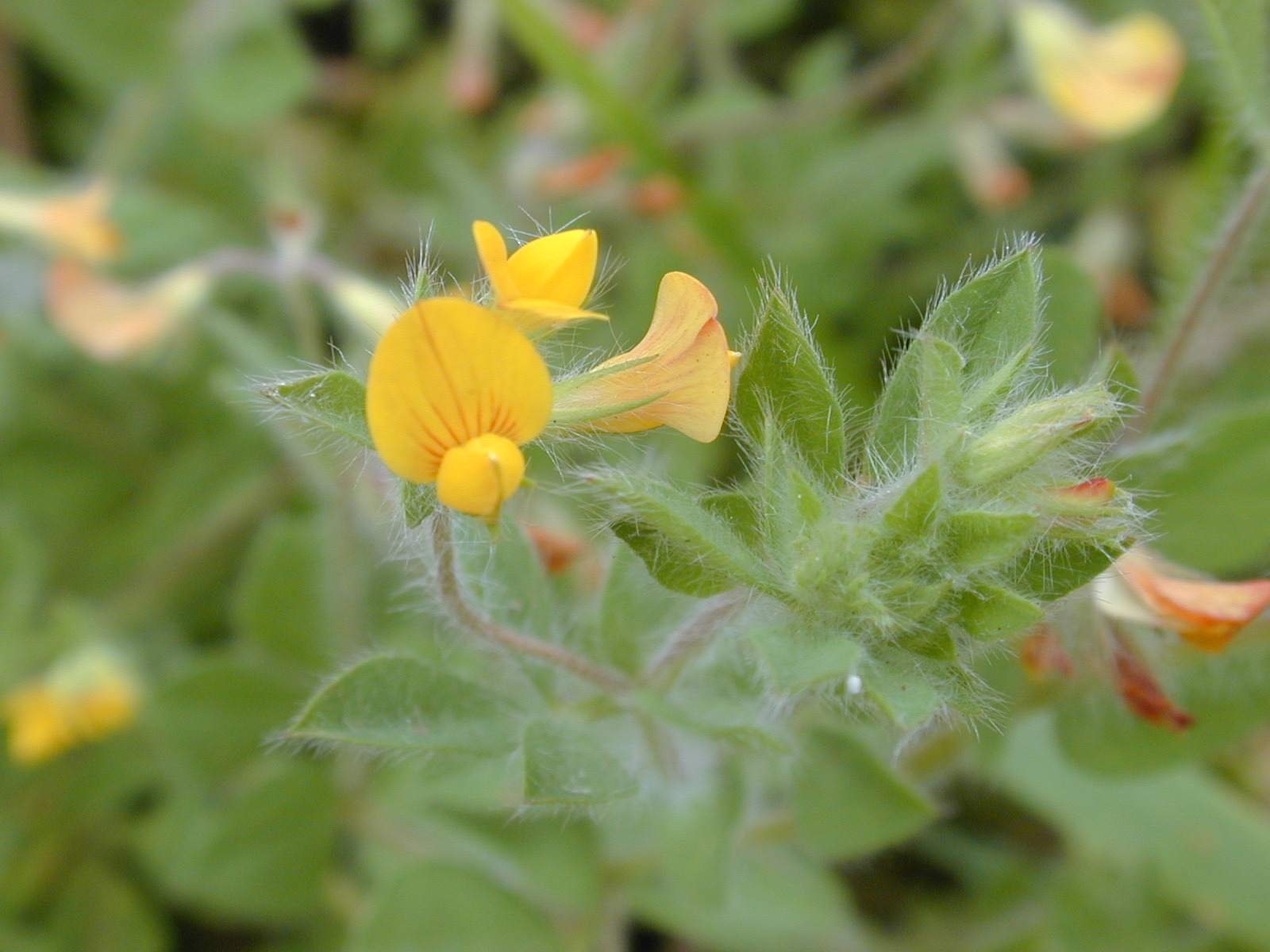
Rauhaariger Hornklee (Lotus hispidus)

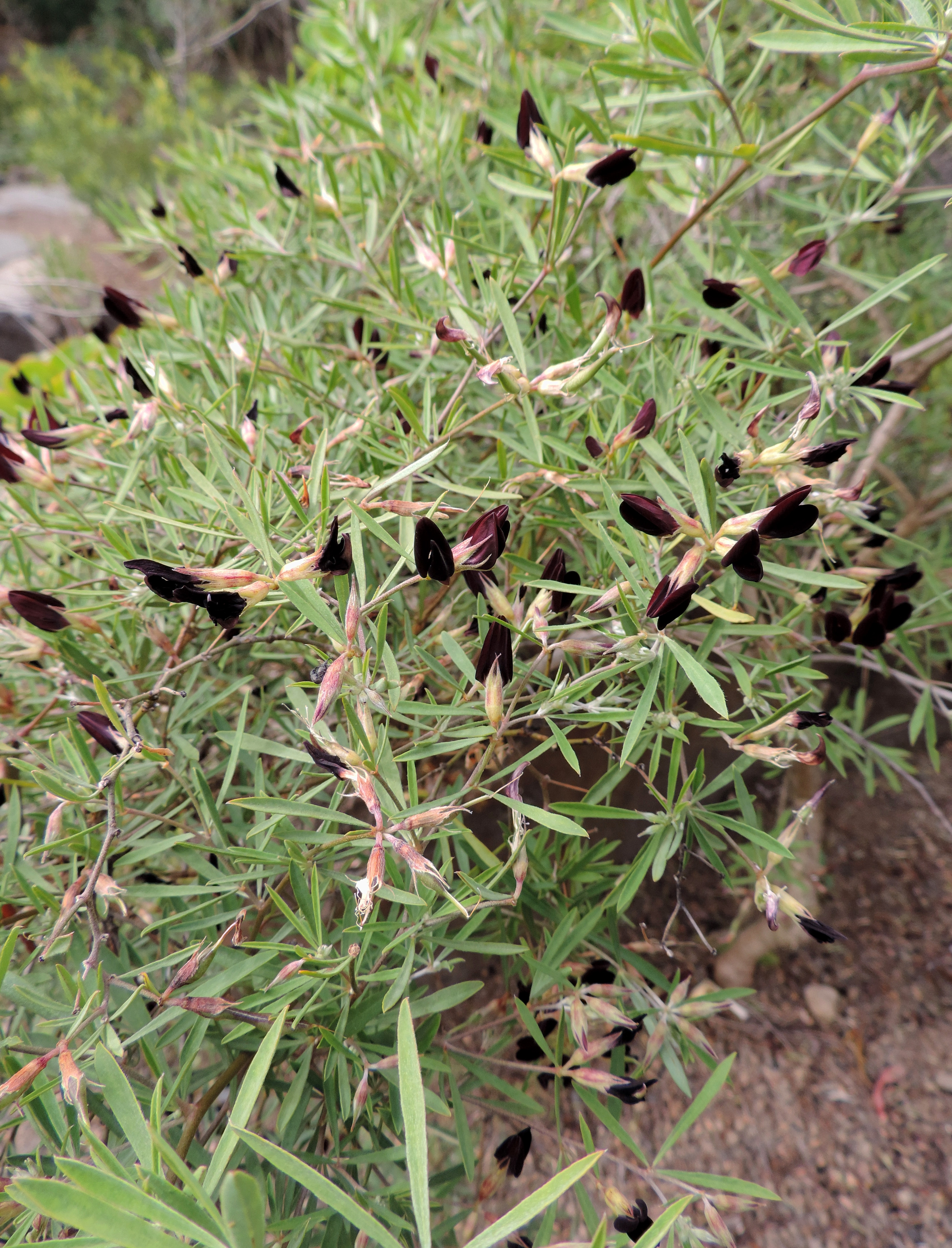
Kaffeeblümchen (Lotus jacobaeus)

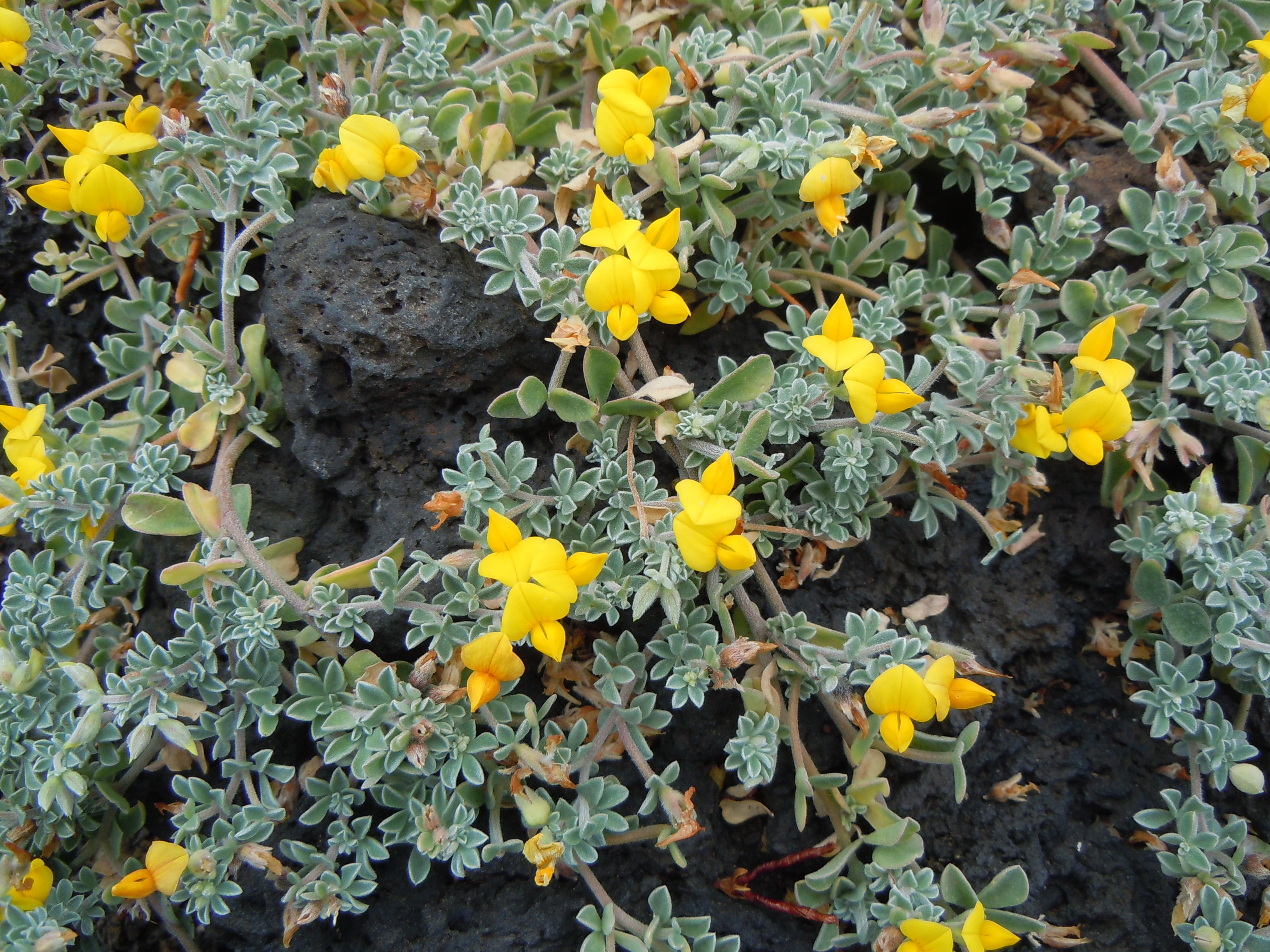
Lotus lancerottensis

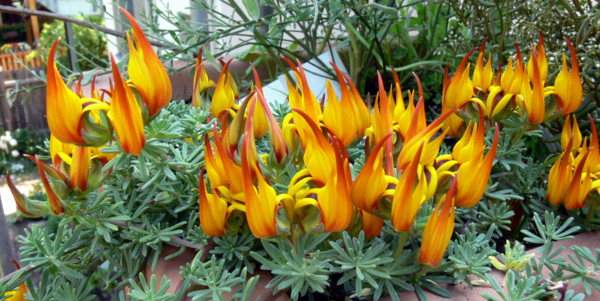
Gefleckter Hornklee (Lotus maculatus)

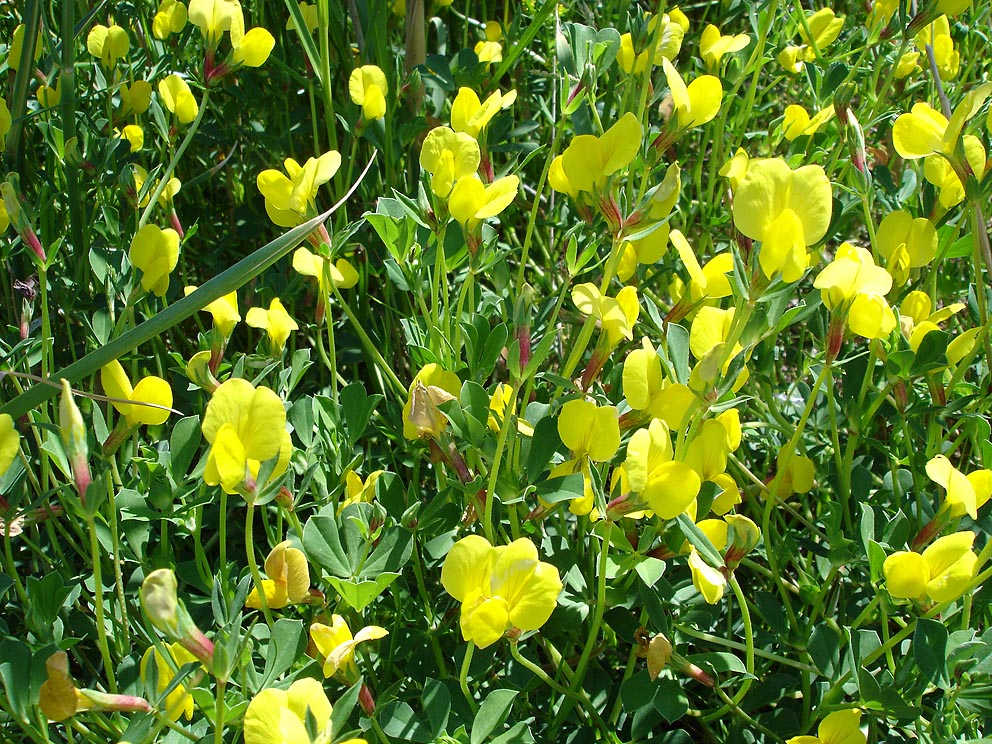
Spargelerbse (Lotus maritimus)

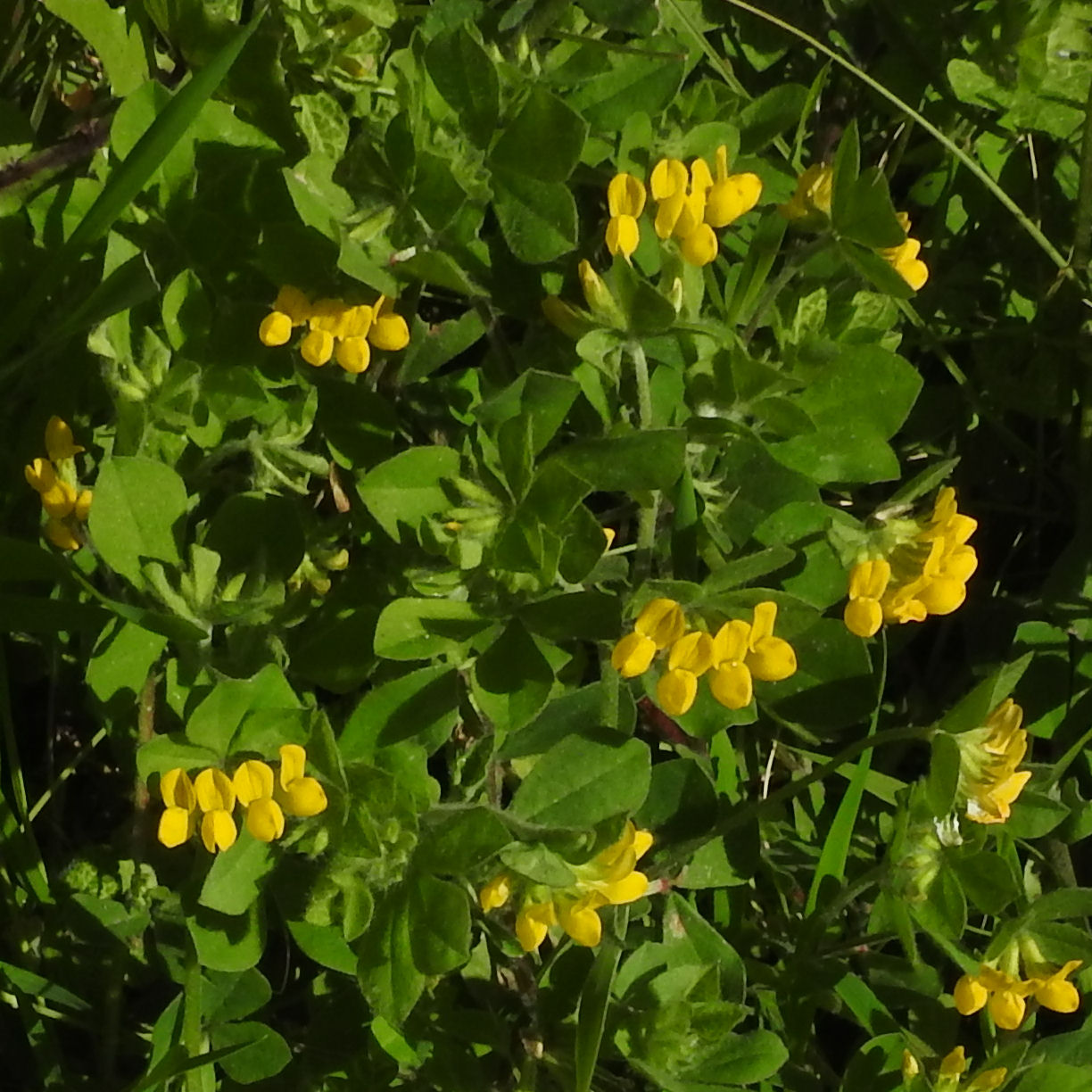
Vogelfußähnlicher Hornklee (Lotus ornithopodioides)

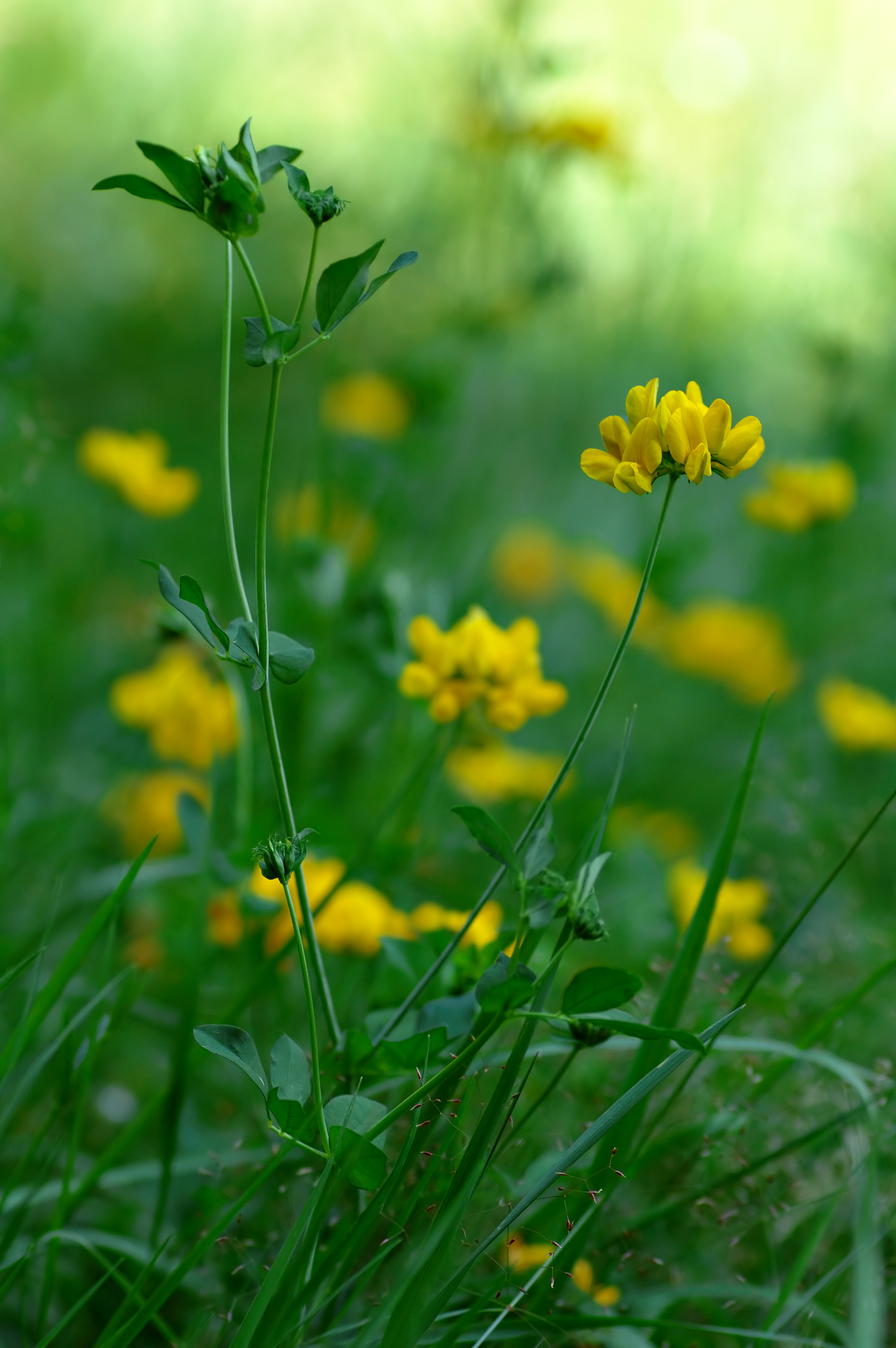
Sumpf-Hornklee (Lotus pedunculatus)

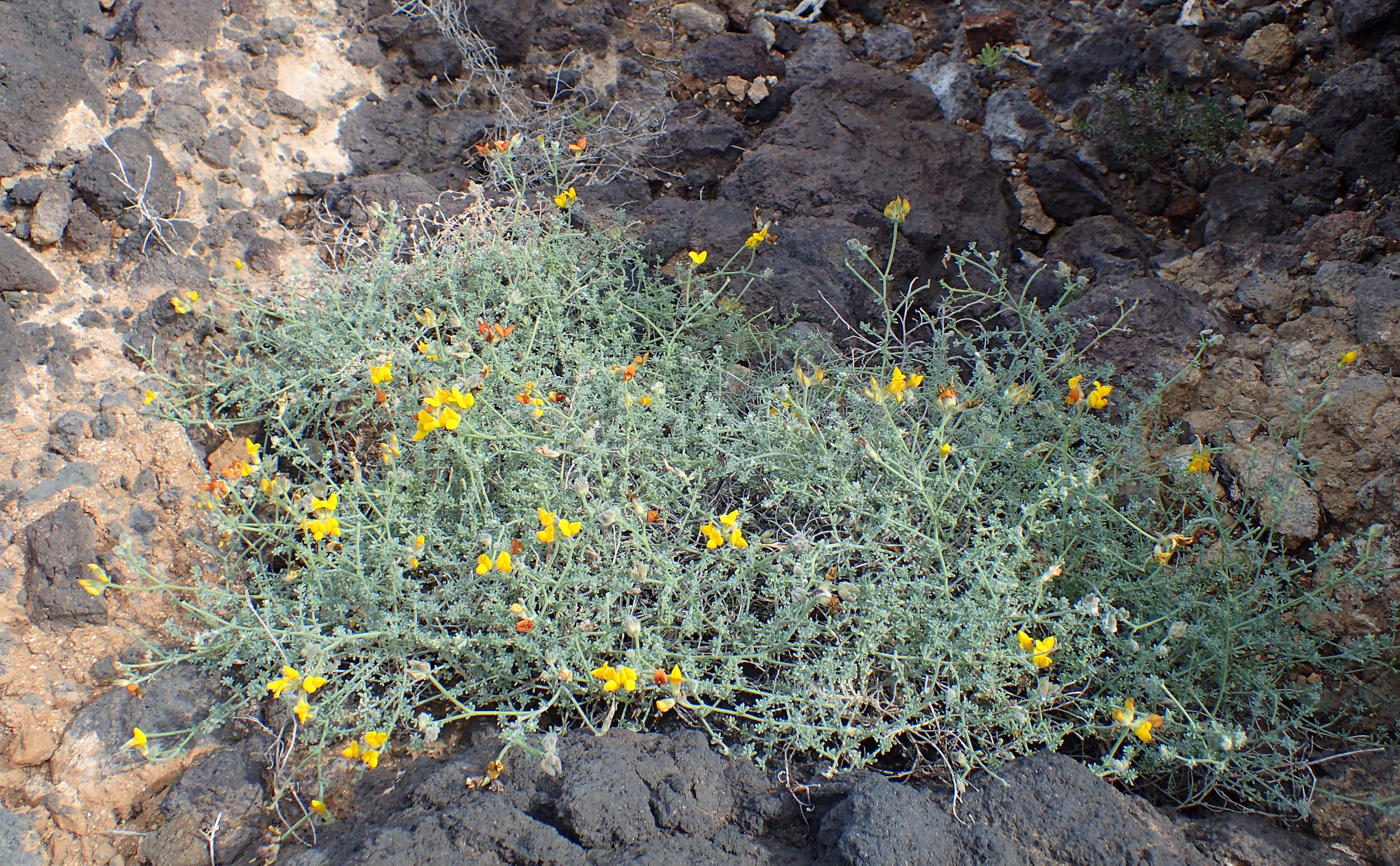
Sitzendblättriger-Hornklee (Lotus sessilifolius)

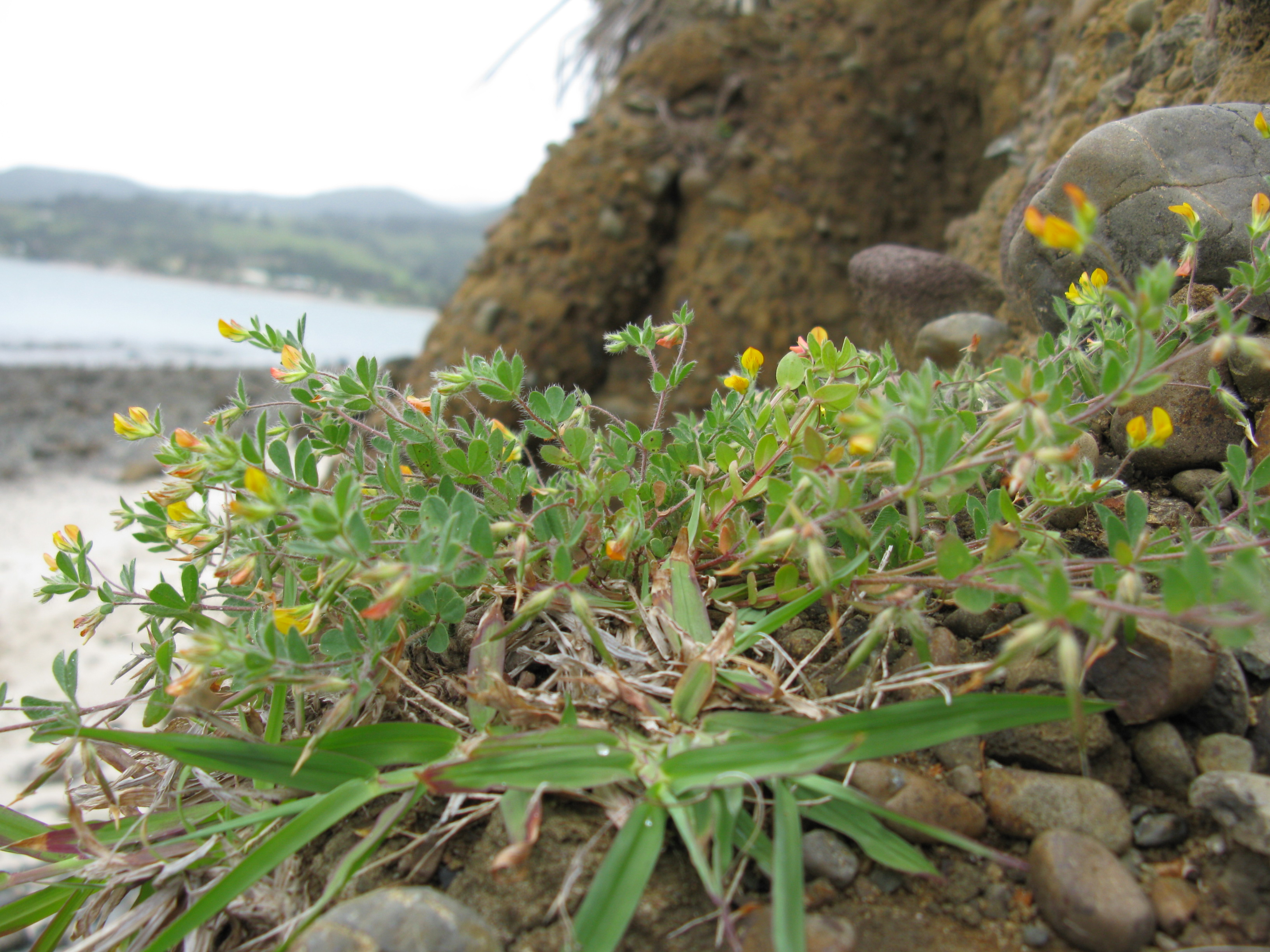
Lotus subbiflorus

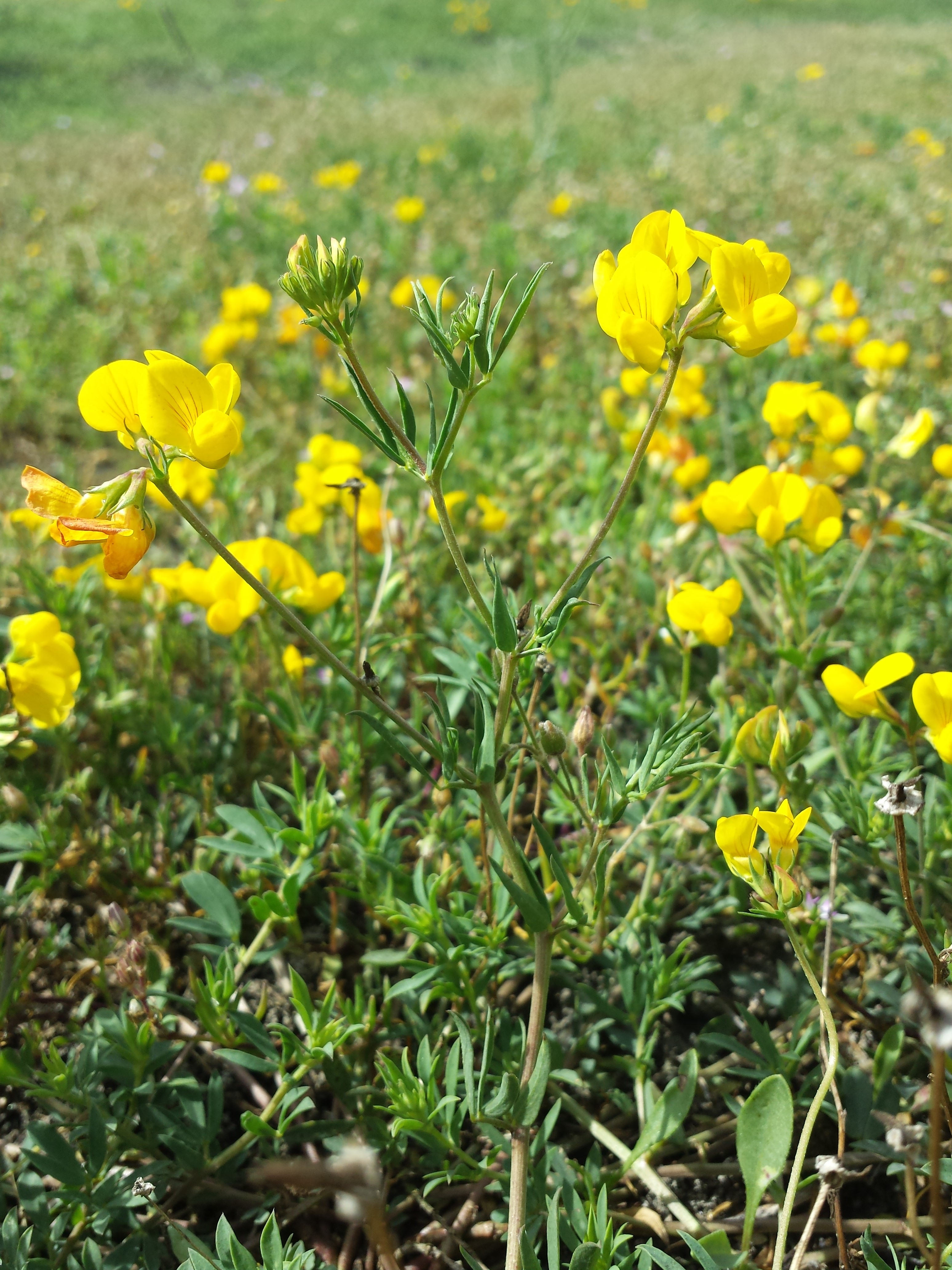
Salz-Hornklee (Lotus tenuis)

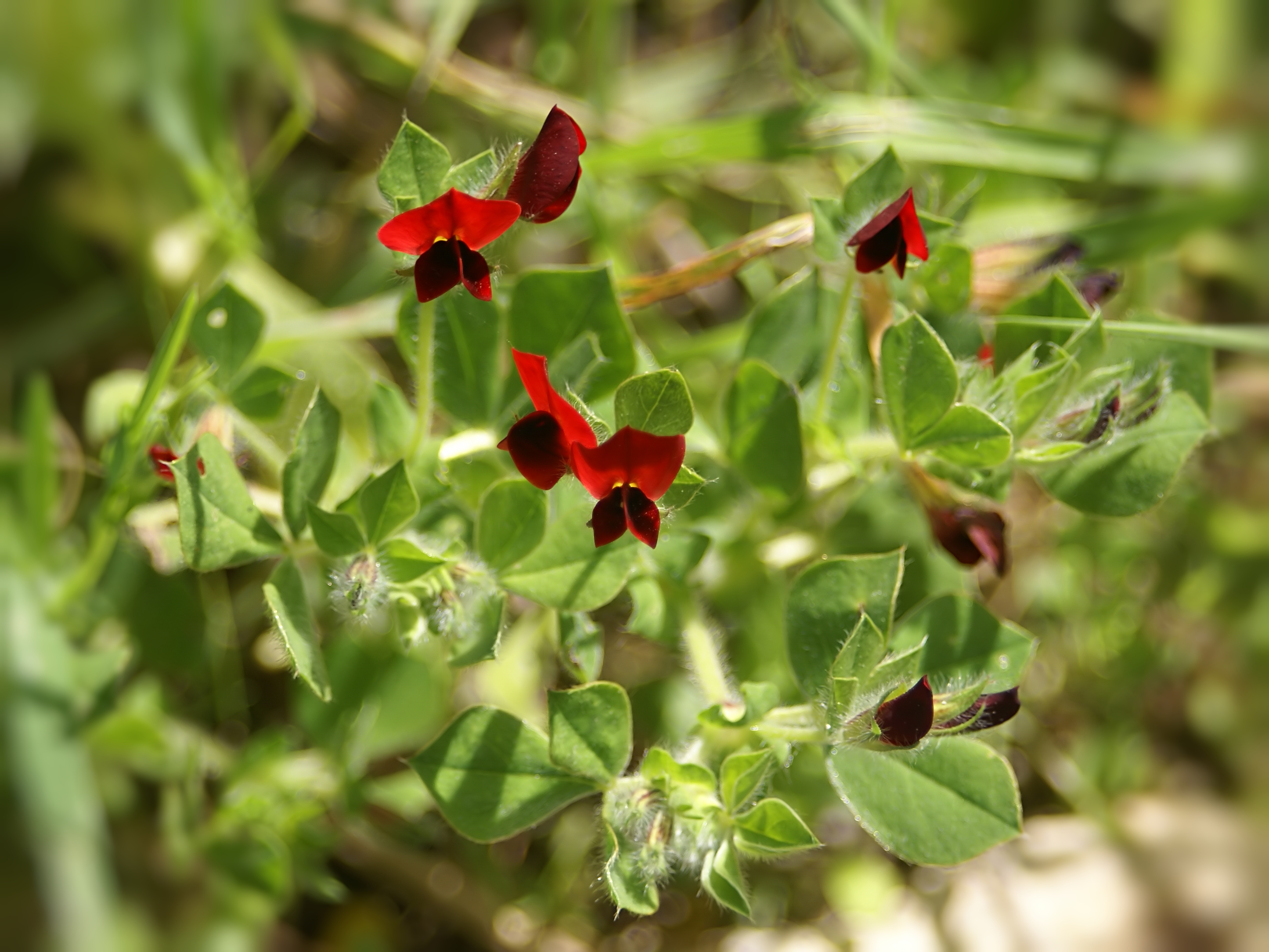
Rote Spargelbohne (Lotus tetragonolobus)

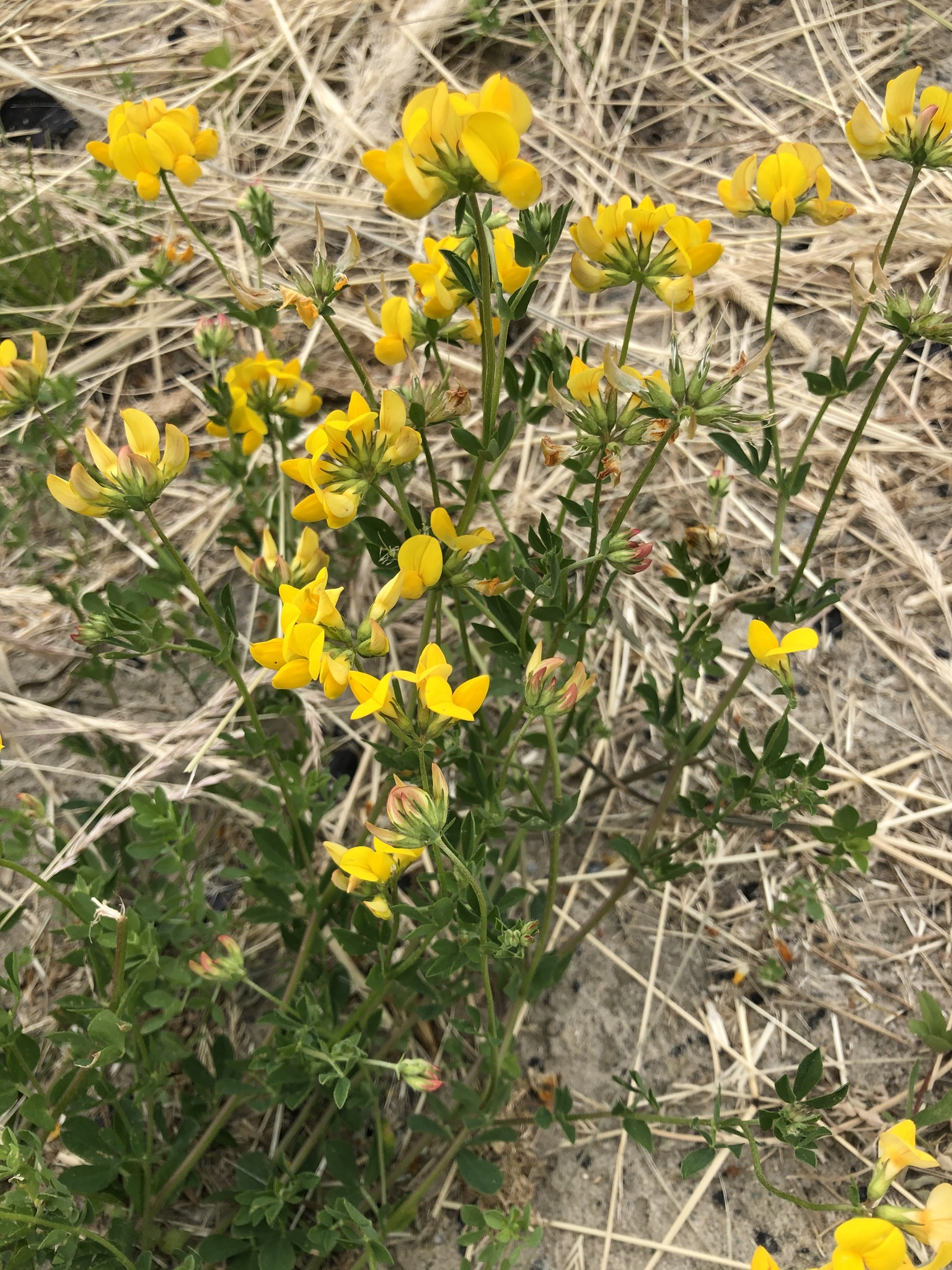
Lotus ucrainicus

### Taxonomie
Die Gattung Lotus wurde durch Carl von Linné 1753 in Species Plantarum, Tomus II, Seite 773 und 1754 Genera Plantarum, 5. Auflage, Seite 338 aufgestellt. Als Lectotypusart wurde 1913 Lotus corniculatus L. durch N. L. Britton und A. Brown in Ill. Fl. N. U.S. 2. Auflage, 2, Seite 359 festgelegt. Synonyme für Lotus L. sind: Bonjeanea Rchb., Dorycnium Mill., Miediega Bubani, Scandalida Adans., Tetragonolobus Scop., Mullaghera Bubani.

### Äußere Systematik
Die Gattung Lotus gehört zur Tribus Loteae in der Unterfamilie Faboideae innerhalb der Familie Fabaceae. Der Umfang der Gattungen innerhalb der Tribus Loteae wird kontrovers diskutiert. Die Arten einiger früherer Gattungen wurden in die Gattung Lotus gestellt. Die Gattung Lotus enthält nur Arten der Alten Welt. Einige altweltliche Arten, die der Gattung Lotus zugeordnet waren gehören in die Gattungen Kebirita, Podolotus sowie Pseudolotus. Die Arten der Tribus Loteae aus der Neuen Welt, die auch in der Gattung Lotus eingeordnet waren, wurden in die Gattungen Acmispon Raf., Hosackia Douglas ex Benth., Ottleya D.D.Sokoloff sowie Syrmatium Vogel gestellt (Syrmatium sowie Ottleya gelten auch bei manchen Autoren als Synonyme von Acmispon).

### Innere Systematik
Die Gliederung der Gattung Lotus wurde je nach Wissensstand geändert und erfolgte früher, beispielsweise bei Kramina & Sokoloff 2003 und Sokoloff 2003, anhand der Morphologie und der Chromosomenzahlen. Molekulargenetische Daten zeigten aber, dass diese frühere Gliederung keine natürlichen Verwandtschaften darstellen. Die Gattung Lotus wird 2016 in etwa 14 Sektionen gegliedert.

### Arten und ihre Verbreitung
Die 120 bis 130 Arten der Gattung Lotus sind in der Alten Welt in Eurasien, Afrika, Australien und einigen Inseln im Atlantischen Ozean (darunter viele Endemiten in Makaronesien) und einigen Inseln des Pazifischen Ozeans (zwei Endemiten auf den Ryūkyū-Inseln, in Taiwan, Neukaledonien sowie Vanuatu) und mit zwei Endemiten im Socotra-Archipel auch im Indischen Ozean verbreitet. Hornklee-Arten sind an ein breites Spektrum von Lebensräumen angepasst, sie kommen von der Küstenregion bis ins Hochgebirge vor.
In der Gattung Hornklee (Lotus) gibt 125 bis 130 (bis 150) Arten. Hier eine Auswahl:
- Lotus aduncus (Griseb.) Nyman: Sie kommt nur in Griechenland vor.[10]
- Lotus aegaeus (Griseb.) Boiss.: Sie kommt im früheren Jugoslawien, in Griechenland, Bulgarien, in der Türkei und im Irak vor.[10]
- Lotus aleppicus Boiss.: Dieser Endemit kommt in Georgien vor.[10]
- Lotus alpicola (Beck) Miniaev, Ulle & Krytzka: Sie kommt nur in der Ukraine vor.[10]
- Alpen-Hornklee (Lotus alpinus (DC.) Schleicher ex Ramond): Er kommt in Europa vor.[10]
- Schmaler Hornklee (Lotus angustissimus L.): Er kommt in Eurasien und Nordafrika weitverbreitet.[2] In vielen Gebieten der Welt ist er ein Neophyt.[10][4]
- Lotus anthylloides Vent.: Dieser Endemit kommt nur auf den Kapverdischen Inseln vor.[10]
- Lotus arabicus L.: Sie kommt in Afrika, auf der Arabischen Halbinsel und in Indien vor.[10]
- Lotus arborescens Cout.: Dieser Endemit kommt nur auf den Kapverden vor.[10]
- Lotus arenarius Brot.: Sie kommt in Portugal, Spanien, Marokko, Ägypten und im Senegal vor.[10]
- Lotus argyrodes R.P.Murray: Dieser Endemit kommt nur in Madeira vor.[10]
- Lotus arinagensis Bramwell: Sie kommt nur auf den Kanarischen Inseln vor.[10]
- Lotus armeniacus Kit Tan & Sorger: Sie kommt in der Türkei vor.[10]
- Lotus assakensis Brand: Sie kommt nur in Marokko vor.[10]
- Lotus australis Andrews:[10] Sie kommt in Australien vor.[4]
- Lotus azoricus P.W.Ball: Dieser Endemit kommt nur auf den Azoren vor.[10]
- Lotus becquetii Boutique: Sie kommt im Sudan, in Kenia, Uganda, Ruanda und Burundi vor.[10]
- Lotus benoistii (Maire) Lassen: Sie kommt in Marokko vor.[10]
- Kanarischer Hornklee (Lotus berthelotii Masf., Syn.: Lotus peliorhynchus Hook. f.): Er kommt auf den Kanaren vor.[10]
- Zweiblütige Spargelbohne (Lotus biflorus Desr., Syn.: Tetranolobus biflorus (Desr.) Ser.): Er kommt in Südeuropa, Algerien und Tunesien vor.[10]
- Lotus bollei H.Christ: Sie kommt auf den Kanarischen und Kapverdischen Inseln vor.[10]
- Slowakischer Hornklee (Lotus borbasii Ujhelyi): Er kommt im östlichen Mitteleuropa und in Südosteuropa vor.[10]
- Lotus borkouanus Quezel: Dieser Endemit kommt nur im Tschad vor.[10]
- Lotus broussonetii Ser.: Sie kommt auf den Kanaren vor.[10]
- Lotus brunneri Webb: Dieser Endemit kommt nur auf den Kapverden vor.[10]
- Lotus callis-viridis Bramwell & D.H.Davis: Sie kommt auf den Kanaren vor.[10]
- Lotus callunetorum (Juxip) Miniaev: Sie kommt in Osteuropa vor.[10]
- Kanarenkiefernwald-Hornklee (Lotus campylocladus Webb & Berthel.): Er kommt auf den Kanaren vor.[10]
- Lotus candidissimus A.Chev.[10]
- Lotus chazaliei H.Boissieu[10]
- Lotus conimbricensis Brot.[10]
- Lotus conjugatus L.[10]
  - Lotus conjugatus L. subsp. conjugatus
  - Lotus conjugatus subsp. requienii (Sanguin.) Greuter[10]
- Gewöhnlicher Hornklee (Lotus corniculatus L.): Er kommt in Europa, Afrika und Asien vor, wurde aber auch weltweit angebaut oder verschleppt.[10] Es gibt mehrere Subtaxa:[10]
  - Lotus corniculatus subsp. afghanicus Chrtkova[10]
  - Lotus corniculatus L. subsp. corniculatus:[10] Sie kommt in Europa, Südwestasien, Nordafrika und vielleicht auch in China vor.[2][11]
  - Lotus corniculatus subsp. frondosus Freyn[10]
  - Lotus corniculatus subsp. fruticosus Chrtkova[10]
  - Lotus corniculatus var. japonicus Regel (Syn.: Lotus japonicus (Regel) Larsen):[10] Sie kommt in Kaschmir, Korea, zentralen bis westlichen Nepal, Japan, Taiwan und China vor. Es gibt Verwechslungen mit anderen Taxa und vielleicht sind einige Fundortangaben deshalb den anderen Taxa zuzuordnen.[2]
- Lotus coronillaefolius Webb[10]
- Kreta-Hornklee (Lotus creticus L.): Er kommt von Südeuropa bis Vorderasien mit der Sinaihalbinsel und Nordafrika vor.[10]
- Lotus cruentus Court (Syn.: Lotus coccineus Schltdl. nom. illeg., Lotus fraseri Benth., Lotus australis var. parviflorus Benth., Lotus australis var. coccinea F.Muell. nom. inval., Lotus australis var. behrianus Tate, Lotus australis var. behrii C.Moore, Lotus australis var. parviflora S.W.L.Jacobs & J.Pickard orth. var., Lotus australis var. exstipulatus J.M.Black, Lotus australis var. exstipulatis Dunlop orth. var.):[10] Sie kommt in Australien vor.[4]
- Geißkleeartiger Hornklee (Lotus cytisoides L.): Er kommt in Südeuropa, Nordafrika und der Nahe Osten.[10]
- Lotus delortii F.W.Schultz[10]
- Lotus digii Chrtkova[10]
- Lotus discolor E.Mey.[10]
  - Lotus discolor E.Mey. subsp. discolor[10]
  - Lotus discolor subsp. mollis J.B.Gillett[10]
- Lotus divaricatus Boiss.[10]
- Fünfblättriger Backenklee (Lotus dorycnium L., Syn.: Dorycnium affine Jord., Dorycnium cinerascens Jord. & Fourr., Dorycnium collinum Jord. & Fourr., Dorycnium decumbens Jord., Dorycnium dispermum (Desv.) Ser., Dorycnium dolichocarpum Clavaud, Dorycnium dorycnium (L.) Asch. & Graebn., Dorycnium dumulosum Jord. & Fourr., Dorycnium elongatum Jord. & Fourr., Dorycnium frutescens Jord. & Fourr., Dorycnium fruticosum Pers., Dorycnium hispanicum Pau, Dorycnium humile Jord. & Fourr., Dorycnium implexum Jord. & Fourr., Dorycnium insulare Jord. & Fourr., Dorycnium monspeliense Willd., Dorycnium pentaphyllum Scop., Dorycnium pentaphyllum var. candicans (Costa) O.Bolòs & Vigo, Dorycnium pentaphyllum subsp. lagunae Ceresuela & Sanchis, Dorycnium pentaphyllum subsp. transmontanum Franco, Dorycnium sphaerocarpum Clavaud, Dorycnium stenocladum Jord. & Fourr., Dorycnium subbiflorum Ser., Dorycnium suffruticosum Vill., Dorycnium suffruticosum var. latifolium Regel, Dorycnium tomentosum G.Don, Lotus digitatus Lam., Lotus dispermus Desv., Lotus gracilis Salisb., Lotus rectus Falk)[1]
- Lotus drepanocarpus Durieu[10]
- Lotus dumetorum R.P.Murray[10]
- Lotus dvinensis Miniaev & Ulle[10]
- Essbarer Hornklee (Lotus edulis L.): Er kommt von Südeuropa bis Vorderasien und Nordafrika vor.[10]
- Lotus elisabethae Wissjul.[10]
- Lotus emeroides R.P.Murray[10]
- Lotus eremiticus A.Santos[10]
- Lotus eriophthalmus Webb & Berthel.[10]
- Lotus eriosolen (Maire) Mader & Podlech[10]
- Lotus garcinii DC.[10]
- Lotus gebelia Vent.[10]
- Seiden-Backenklee  (Lotus germanicus (Gremli) Peruzzi, Syn.: Dorycnium jordanii subsp. germanicum Gremli)
- Lotus glaber Mill.[10]
- Lotus glacialis (Boiss.) Pau[10]
- Lotus glareosus Boiss. & Reut.[10]
- Lotus glaucus Sol.[10]
- Rosa-Hornklee (Lotus glinoides Delile): Er kommt in Marokko, Algerien, Libyen und Ägypten vor.[10]
- Lotus goetzei Harms[10]
- Lotus halophilus Boiss. & Spruner[10]
- Lotus hebecarpus J.B.Gillett[10]
- Lotus hebranicus Brand[10]
- Krautiger Backenklee (Lotus herbaceus (Vill.) Jauzein, Syn.: Dorycnium amani Zohary, Dorycnium crantzii (Vis.) Brand, Dorycnium diffusum Janka, Dorycnium herbaceum Vill., Dorycnium herbaceum var. macedonicum (Degen & Dörfl.) Kuzmanov, Dorycnium intermedium Ledeb., Dorycnium kotschyanum Boiss., Dorycnium libanoticum Boiss., Dorycnium pentaphyllum subsp. amani (Zohary) Ponert, Dorycnium sabaudum Rchb., Lotus crantzii Vis., Lotus dorycnium Crantz non L.)[1]
- Lotus hillebrandii H.Christ[10]
- Rauhaariger Backenklee oder Langhaariger Backenklee (Lotus hirsutus L., Syn.: Dorycnium hirsutum (L.) Ser., Lotus candidus Mill., Lotus hemorroidalis Lam., Lotus hirsutus var. intermedius Loisel., Lotus pilosus Medik.)[1]
- Lotus hirtulus Cout.[10]
- Rauhaariger Hornklee (Lotus hispidus DC.): Er ist in Süd- und Westeuropa, in Nordafrika und Vorderasien verbreitet und ist fast weltweit ein Neophyt.[10]
- Lotus holosericus Webb & Berthel.[10]
- Kaffeeblümchen (Lotus jacobaeus L.)[10]
- Lotus jolyi Batt.[10]
- Lotus krylovii Schischkin & Serg.[10][2]
- Lotus kunkelii (Esteve) Bramwell & D.H.Davis[10]
- Lotus lalambensis Schweinf.[10]
- Lotus lancerottensis Webb & Berthel.[10]
- Lotus lanuginosus Vent.[10]
- Lotus laricus Rech. f.[10]
- Lotus latifolius Brand[10]
- Lotus lebrunii Boutique[10]
- Lotus longesiliquosus R.Roem.[10]
- Lotus lourdes-santiagoi Pina & Valdés: Sie wurde 2009 aus Andalusien im südöstlichen Spanien erstbeschrieben.[12]
- Lotus loweanus Webb & Berthel.:[10] Dieser Endemit kommt nur auf Madeira vor.[13]
- Lotus makranicus Rech. f. & Esfand. (Syn.: Dorycnium villosum Blatt. & Hallb., Pseudolotus makranicus (Rech. f. & Esfand.) Rech. f.): Sie kommt in Pakistan vor.[11]
- Lotus macranthus Lowe[10] Dieser Endemit kommt nur auf Madeira vor.[13]
- Gefleckter Hornklee (Lotus maculatus Breitf.): Er kommt auf den Kanaren vor.[10]
- Spargelerbse (Lotus maritimus L., Syn.: Tetragonolobus maritimus (L.) Roth): Sie kommt in Europa, Nordafrika und Vorderasien vor.[10]
- Lotus maroccanus Ball[10]
- Lotus mascaensis Burchard[10]
- Lotus melilotoides Webb[10]
- Lotus michauxianus Ser.[10]
- Lotus mlanjeanus J.B.Gillett[10]
- Lotus mollis Balf. f.[10]
- Lotus namulensis Brand[10]
- Lotus norvegicus (Chrtkova) Miniaev[10]
- Lotus nubicus Baker[10]
- Lotus oliveirae A.Chev.[10]
- Lotus ononopsis Balf. f.[10]
- Vogelfußähnlicher Hornklee (Lotus ornithopodioides L.): Die Heimat ist Südeuropa, Südosteuropa, Nordafrika und Vorderasien.[10]
- Lotus palaestinus (Boiss. & Blanche) Blatt.[10]
- Lotus palustris Willd.[10]
- Lotus parviflorus Desf.[10]
- Lotus peczoricus Miniaev & Ulle[10]
- Sumpf-Hornklee (Lotus pedunculatus Cav., Syn. Lotus uliginosus Schkuhr)
- Lotus peregrinus L.[10]
- Lotus polyphyllos Clarke[10]
- Lotus preslii Ten.[10]
- Lotus pseudocreticus Maire & al.[10]
- Lotus purpureus Webb[10]
- Lotus pyranthus P.Perez[10]
- Lotus quinatus (Forssk.) J.B.Gillett[10]
- Lotus rectus L. (Syn.: Dorycnium rectum (L.) Ser., Lotus glomeratus Lam.): Sie kommt in Südeuropa, in Vorderasien und in Nordafrika vor.[1]
- Lotus rechingerii Chrtková[10]
- Lotus sanguineus (Vural) D.D.Sokoloff (Syn.: Dorycnium sanguineum Vural): Sie kommt nur im südlichen asiatischen Teil der Türkei vor.[1]
- Lotus schimperi Boiss. (Syn.: Lotus compactus Chrtková):[10] Sie kommt vom pakistanischen Makran über die persische Küste bis zur Arabischen Halbinsel, Ägypten, Sudan, Eritrea sowie Socotra vor.[11]
- Lotus schoelleri Schweinf. (Syn.: Lotus corniculatus var. eremanthus Chiov., Lotus elisabethae Opperman non Wissjul., Lotus mearnsii De Wild. non (Brit.) Greene):[10] Sie ist von der östlichen Ukraine über Südwestasien bis Ost- sowie Nordafrika und von der unteren Wolgaregion und Südsibirien bis Turkmenistan und Afghanistan, die Mongolei, die Innere Mongolei bis zu den chinesischen Provinzen Xinjiang, Gansu sowie Liaoning verbreitet.[2]
- Sitzendblättriger Hornklee (Lotus sessilifolius DC.): Er kommt auf den Kanaren vor.[10]
- Lotus simoneae Maire & al.: Sie kommt in Marokko vor.[10]
- Lotus spartioides Webb & Berthel.: Sie kommt auf den Kanaren vor.[10]
- Lotus spectabilis Ser.: Sie kommt auf den Kanaren vor.[10]
- Lotus stenodon (Boiss. & Heldr.) Heldr.: Sie kommt im früheren Jugoslawien, in Albanien und in Griechenland vor.[10]
- Lotus stepposus Kramina: Sie kommt in Rumänien und in der Türkei vor.[10]
- Lotus strictus Fisch. & C.A.Mey. (Syn.: Dorycnium strictum (Fisch. & C.A.Mey.) Lassen, Lotus albus Janka, Lotus thermalis Boiss.): Das Verbreitungsgebiet ist disjunkt; die Areale in Xinjiang, östlichen Kasachstan und im russischen Altai sind weit entfernt von den Arealen in Südwestasien (Armenien sowie Türkei) und Südosteuropa (Bulgarien sowie Griechenland).[2]
- Lotus subbiflorus Lag.: Sie kommt in Algerien, Portugal, Spanien, auf den Balearen, in Frankreich, Italien, Sizilien, Sardinien, Korsika, Großbritannien, Irland und auf den Azoren vor.[10]
- Lotus subdigitatus Boutique: Sie kommt im Tansania und in Zaire vor.[10]
- Lotus taitungensis S.S.Ying (Syn.: Lotus pacificus Kramina & D.D.Sokoloff): Dieser Name wurde 1995 veröffentlicht. Die Art gedeiht in Taiwan in Lan Yu sowie entlang der Ostküste der Hauptinsel und auf den Ryūkyū-Inseln (Nansei-shoto).[2]
- Salz-Hornklee (Lotus tenuis Waldst. & Kit. ex Willd., Syn. Lotus glaber Mill., Lotus corniculatus var. tenuifolius L., Lotus corniculatus subsp. tenuis (Waldst. & Kit. ex Willd.) Briquet, Lotus acutus Waldst. & Kit. ex Steud., Lotus campestris Schur, Lotus filicaulis Durieu, Lotus macbridei A.Nelson, Lotus minor Bishop, Lotus noeanus Boiss., Lotus tenuifolius (L.) Rchb., Lotus tenuifolius var. pubescens Meisn.)[10][2]
- Rote Spargelbohne (Lotus tetragonolobus L., Syn.: Tetragonolobus purpureus Moench): Sie ist von Südeuropa über Vorderasien bis Nordafrika verbreitet. In manchen Gebieten ist sie ein Neophyt.[10][2]
- Vierblättriger Hornklee (Lotus tetraphyllus L.): Er kommt nur auf den Balearen vor.[10]
- Lotus tibesticus Maire: Sie kommt im Tschad vor.[10]
- Lotus torulosus (Chiov.) Fiori: Sie kommt im Sudan, in Äthiopien und in Dschibuti vor.[10]
- Lotus ucrainicus Klokov: Sie kommt in der Ukraine, in Moldawien und im europäischen und asiatischen Russland vor.[10]
- Lotus weilleri Maire: Sie kommt in Marokko vor.[10]
- Lotus wildii J.B.Gillett: Sie kommt in Simbabwe und in Mosambik vor.[10]

## Weiterführende Literatur
- Tatiana E. Kramina, Maya V. Lysova, Tahir H. Samigullin, Ivan A. Schanzer, Mehmet U. Özbek, Dmitry D. Sokoloff: Phylogenetic Placement and Phylogeography of Large-Flowered Lotus Species (Leguminosae) Formerly Classified in Dorycnium: Evidence of Pre-Pleistocene Differentiation of Western and Eastern Intraspecific Groups. In: Plants, Volume 10, 2, (260), 2021. doi:10.3390/plants10020260